# Museo Amon Carter
El Museo Amon Carter está ubicada en Fort Worth, Texas. Fue establecido por Amon G. Carter para albergar su colección de pinturas y esculturas por Frederic Remington y Charles M. Russell. El testamento de Carter estipuló el establecimiento de un museo en Fort Worth dedicado al arte estadounidense.

## Planteamiento
Cuando el museo se inauguró en 1961, su primer director, Mitchell A. Wilder, buscó una visión más amplia para su colección. Wilder creyó que la gran historia del arte estadounidense se podía interpretar como el historia de muchos artistas durante tiempos distintos trabajando en "fronteras sucesivas" en el gran desfile de historia estadounidense. Como resultado de esta visión, las colecciones del museo empezaron expandir en muchas maneras, desde los primeros pintores de paisajes de los años 1830 hasta los artistas modernos del siglo XX. 
Hoy, la colección incluye obras maestras por tales artistas como Alexander Calder, Thomas Cole, Stuart Davis, Thomas Eakins, Winslow Homer, Georgia O'Keeffe, John Singer Sargent, Charles Demuth, Martin Johnson Heade y Alfred Stieglitz. El museo también posee una de las primeras colecciones de fotografía estadounidense en el país, que consta de más de 30.000 grabados de exposiciones por unos 400 fotógrafos. La colección fotográfica también incluye obras y archivos por varios fotógrafos estadounidenses notables, incluyendo Laura Gilpin, Eliot Porter y Karl Struss. El museo continua reuniendo arte estadounidense y produce programas, publicaciones y exposiciones. Philip Johnson, el arquitecto original del museo, diseño y la expansión más reciente del museo en 2001.

## Colección

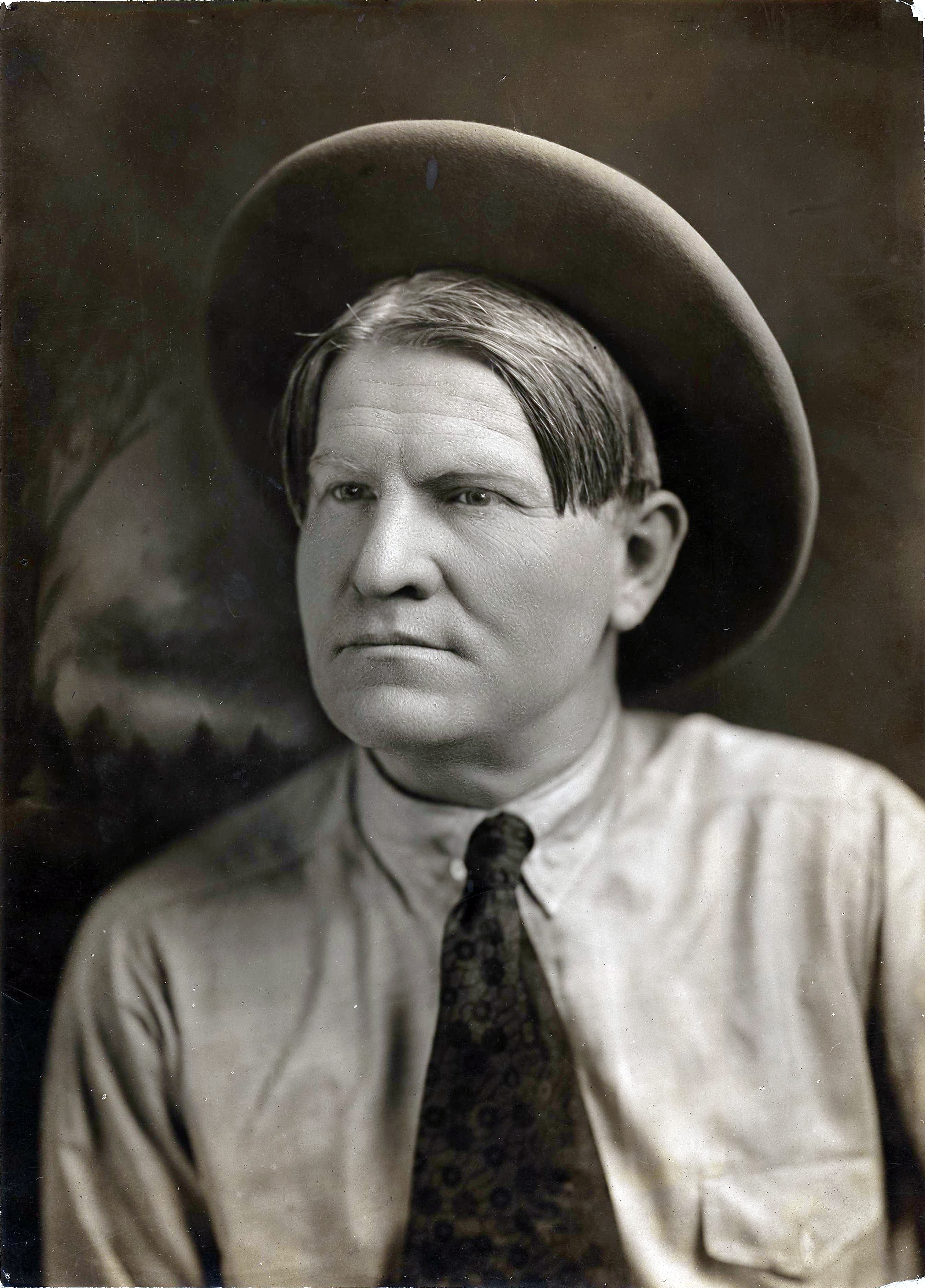
Charles Marion Russell

### Arte del Oeste de Frederic Remington y Charles M. Russell

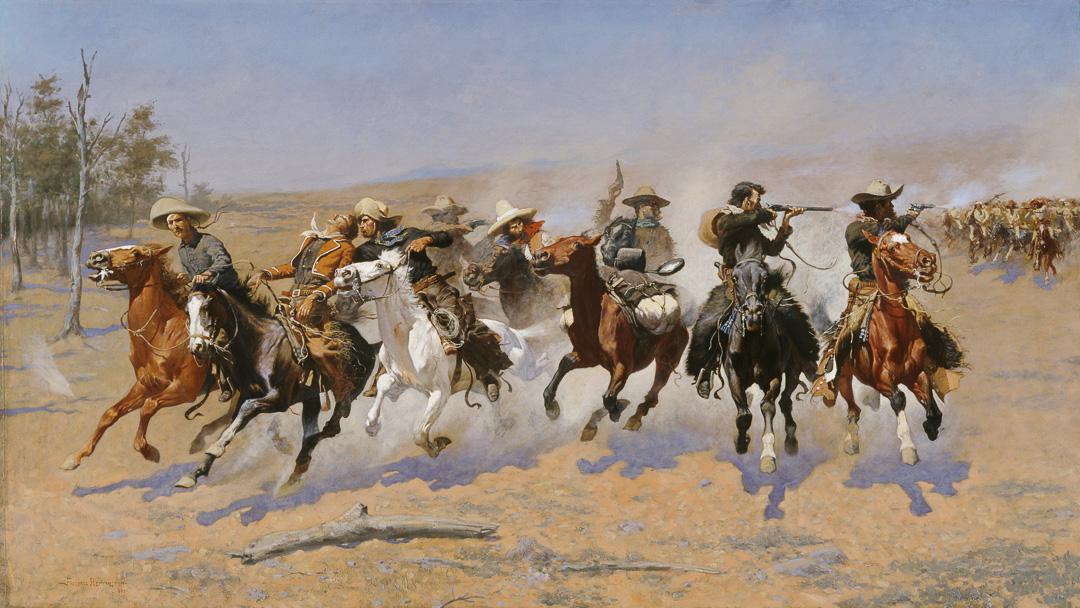
A Dash for the Timber; 1889, Frederic S. Remington

Más de 400 obras de arte de Frederic Remington (1861-1909) y Charles Marion Russell (1864-1926) forman la colección central de arte del Viejo Oeste del ACMAA. Estas tenencias incluyen dibujos, cartas ilustradas, grabados, pinturas al óleo, esculturas y acuarelas producidas por Remington y Russell durante sus vidas. Más de sesenta de los trabajos de Remington y más de 250 de los trabajos de Russell fueron comprados por el fundador del museo, Amon G. Carter, Sr., durante un período de veinte años que comenzó en 1935. Las adiciones a las posesiones originales de Amon Carter por los conservadores del museo han dado como resultado una colección que contiene múltiples ejemplos del mejor trabajo de Remington y Russell en cada etapa de sus respectivas carreras.

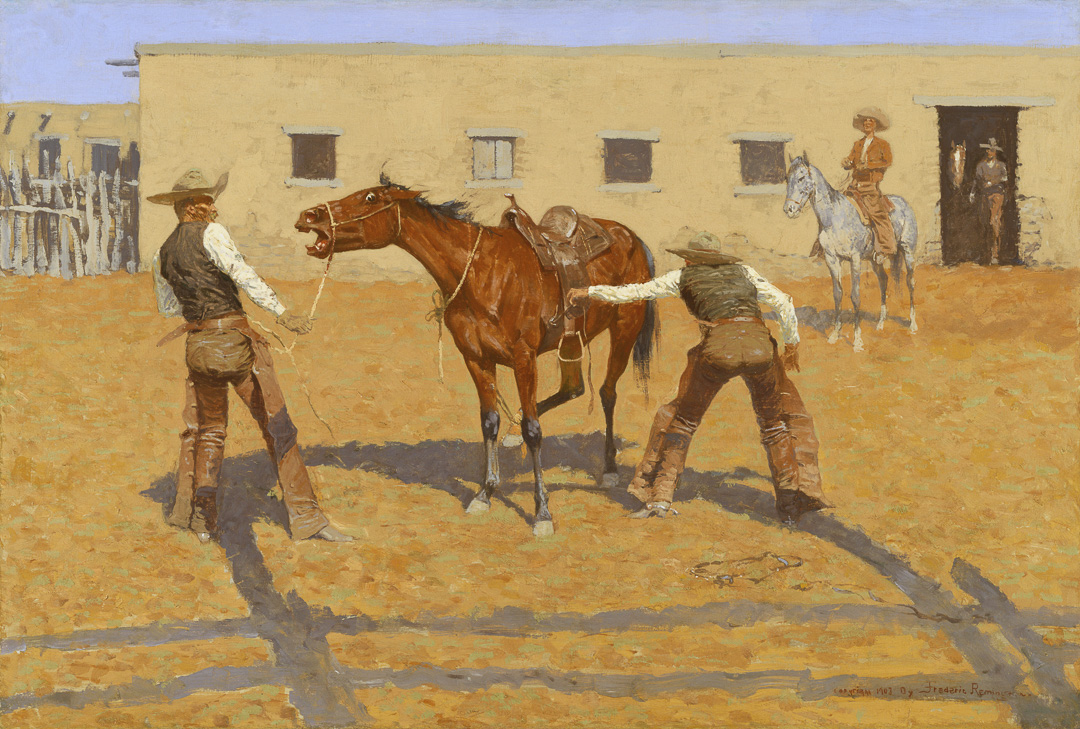
His First Lesson, 1903, Frederic S. Remington

Frederic Remington y Charles M. Russell fueron los ilustradores del oeste más conocidos e influyentes de Estados Unidos. Trabajando desde su estudio de Nueva York, excepto cuando viajaba, Remington produjo imágenes coloridas de la vida en el Viejo Oeste que formaron las percepciones públicas de la experiencia de la frontera estadounidense para una audiencia ávida de información. El residente de Montana, Charles Russell, con su traje de vaquero, su estilo lacónico y su destreza para contar historias, personificó, a principios del siglo XX, la imagen del artista vaquero a los ojos de la prensa del este.

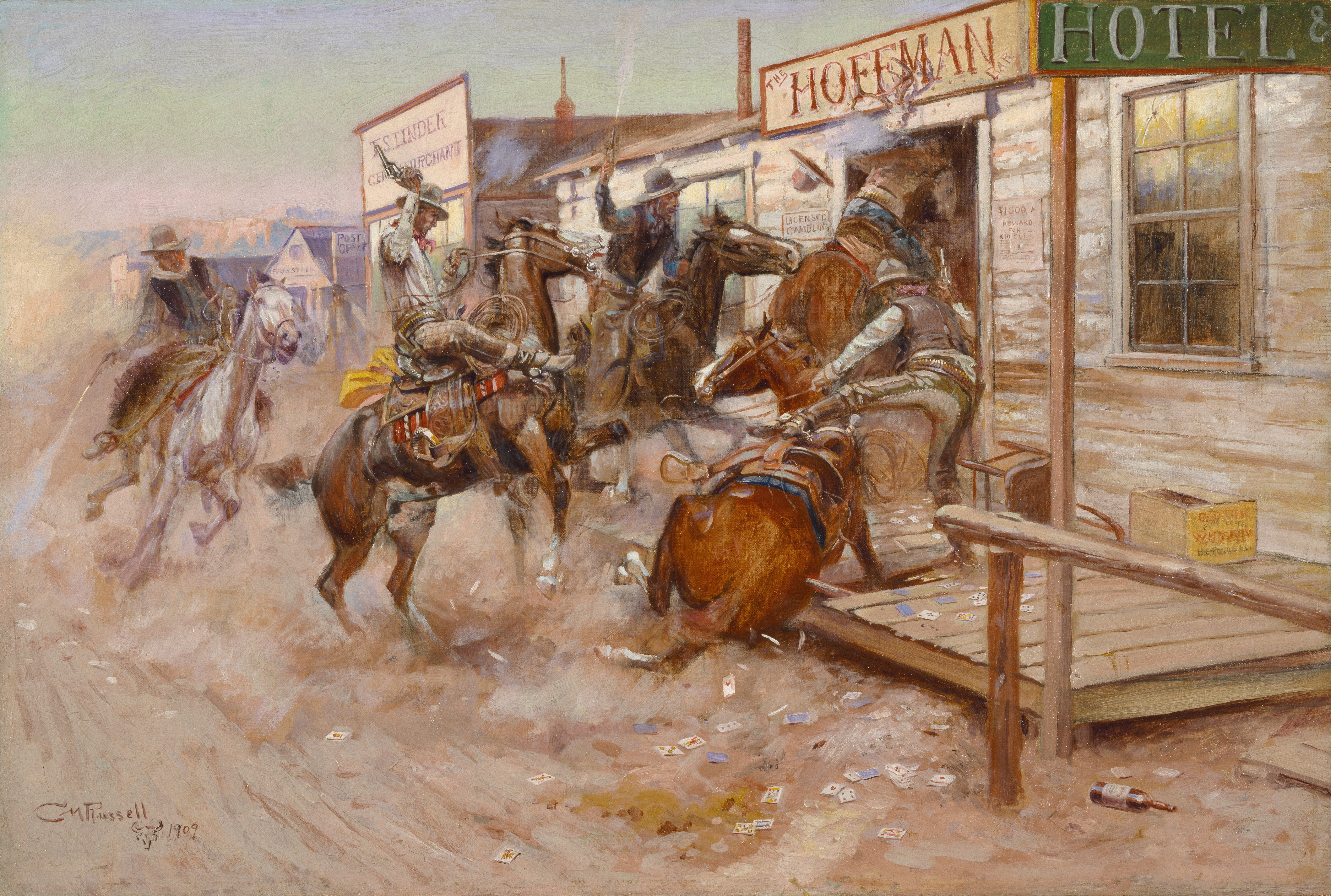
Charles Marion Russell – In Without Knocking

Aunque ninguno de los artistas había vivido en la frontera en el apogeo de la expansión hacia el oeste de Estados Unidos, sus dibujos, pinturas y esculturas estaban impregnados con la acción y el realismo convincente de la observación directa. Russell se mudó al territorio de Montana en 1880, nueve años antes de que se convirtiera en estado, y había trabajado como vaquero durante más de una década antes de comenzar su carrera como artista profesional. Remington recorrió Montana en 1881, más tarde poseyó un rancho de ovejas en Kansas, y había atravesado el territorio de Arizona en 1886 como ilustrador de Harper's Weekly. Estas y otras experiencias permitieron a ambos artistas retratar convincentemente una vasta variedad de temas del Viejo Oeste basándose en experiencias del mundo real, la evidencia histórica y su imaginación artística.
Entre las obras de la colección ACMAA de Remington y Russell destacan: 
- 1) Frederic Remington, A Dash for the Timber (1889) - una obra que estableció a Remington como pintor serio cuando se expuso en la Academia Nacional de Diseño en 1889.[8]
- 2) Frederic Remington, The Broncho Buster (1895) - El primer intento de Remington de modelar en bronce y el trabajo que lo inició en una larga carrera secundaria como escultor.
- 3) Frederic Remington, La caída del vaquero (1895): una evocación del desvanecimiento del vaquero mítico de leyenda, anticipando la célebre novela de Owen Wister, The Virginian (1902).[9]
- 4) Charles M. Russell, Medicine Man (1908) - un retrato detallado de un chamán de los Blackfeet, que refleja la empatía de Russell con la cultura de los nativos americanos.[10]
- 5) Charles M. Russell, Carne para hombres salvajes (1924): una escultura de bronce que evoca la "gran agitación" que resulta cuando una banda de cazadores montados desciende sobre una manada de búfalos en pastoreo.[11]

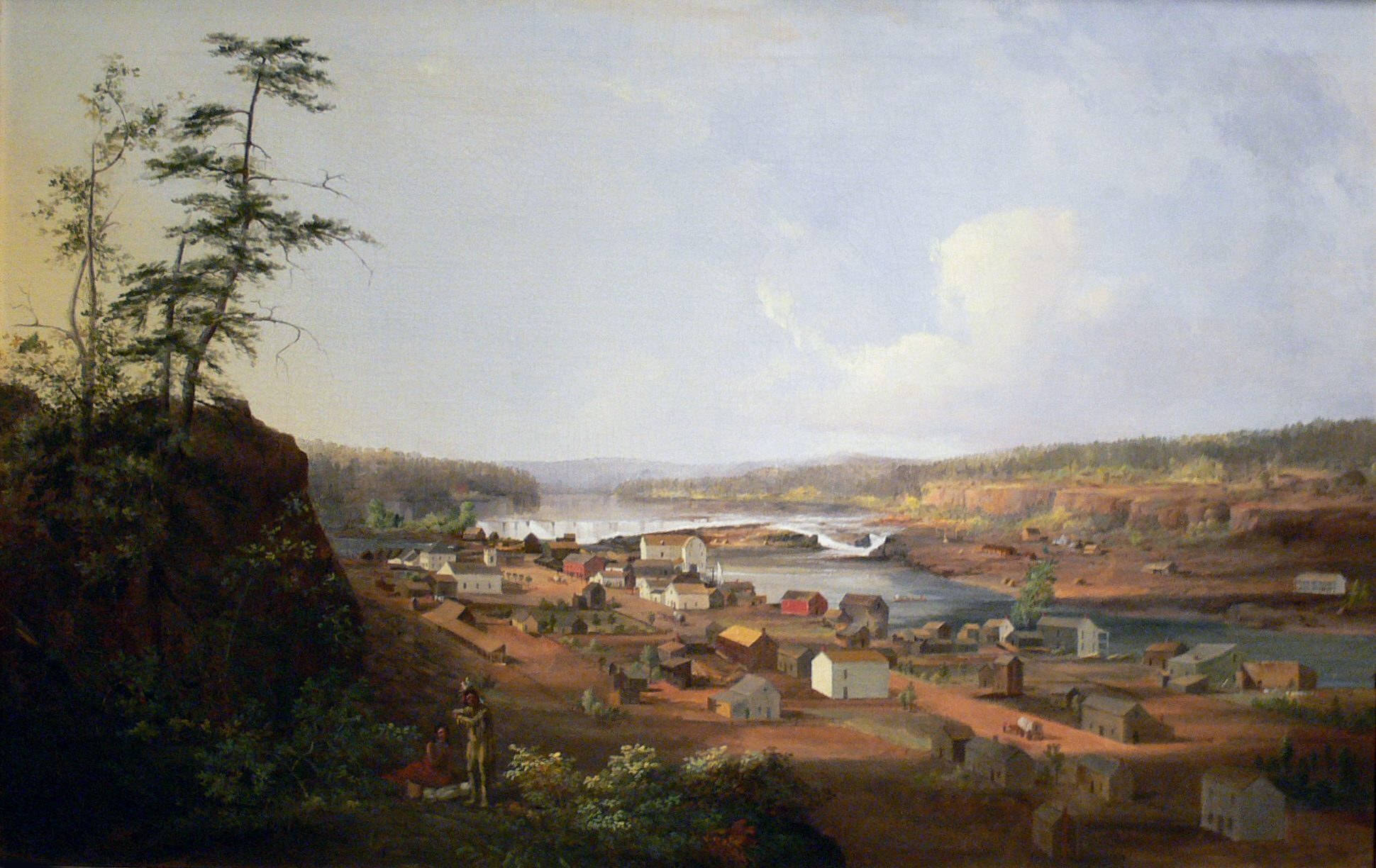
John Mix Stanley (1814-1872), Oregon City en el río Willamette, ca. 1852

### Arte expedicionario y representaciones de la vida de los nativos americanos
El ACMAA alberga una amplia selección de mapas y obras de arte de artistas europeos y estadounidenses que, en los siglos XIX y XX, viajaron por el continente de América del Norte en busca de nuevas vistas y descubrimientos. Algunos de estos artistas trabajaron independientemente, centrándose en temas o áreas del país de su elección. Otros sirvieron como documentalistas en expediciones de descubrimiento continental enviadas por el gobierno de los EE. UU. o por patrocinadores europeos. En estos roles, los artistas estaban en una posición única para registrar la topografía, la vida animal y vegetal, y la diversa cultura india de América y sus fronteras. Encontrar y coleccionar dibujos, pinturas al óleo, acuarelas y litografías publicadas de estos artistas documentales europeos y estadounidenses fue uno de los primeros objetivos del museo.

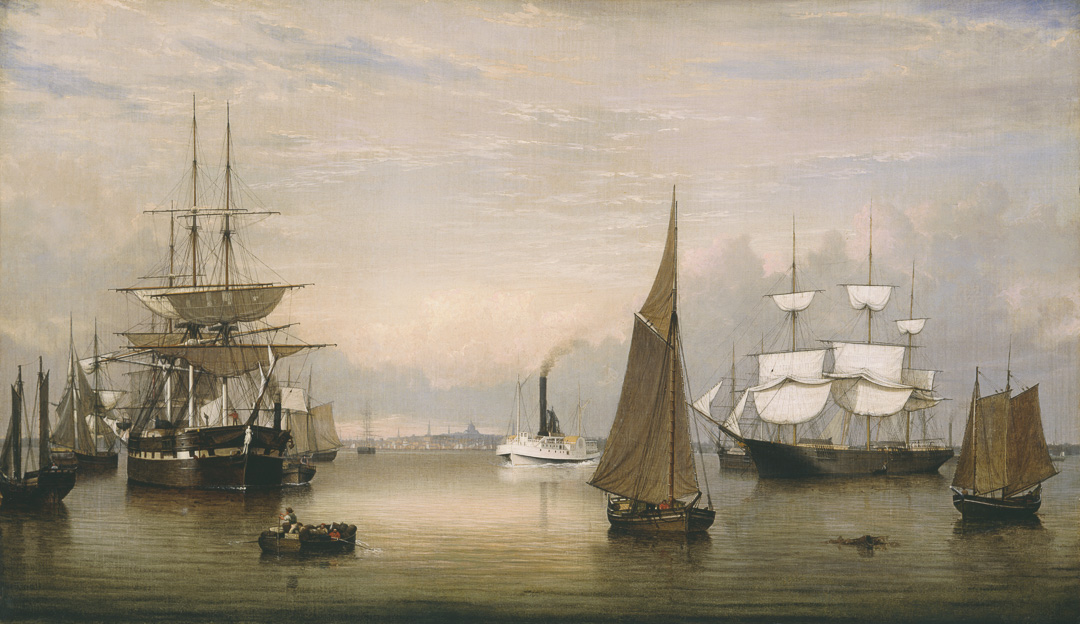
Fitz Henry Lane (1804-1865), Puerto de Boston, 1856

Los artistas documentales representados en la colección incluyen a John James Audubon (1785-1851), Karl Bodmer (1809-1893), George Catlin (1796-1872), Charles Deas (1818-1867), Seth Eastman (1808-1875), Edward Everett (1818-1903), Francis Blackwell Mayer (1827-1899), Alfred Jacob Miller (1810-1874), Peter Moran (1841-1914), Thomas Moran (1837-1926), Peter Rindisbacher (1806-1834), John Mix Stanley (1814-1872), William Guy Wall (1792-después de 1864), Carl Wimar (1828-1862) y otros.

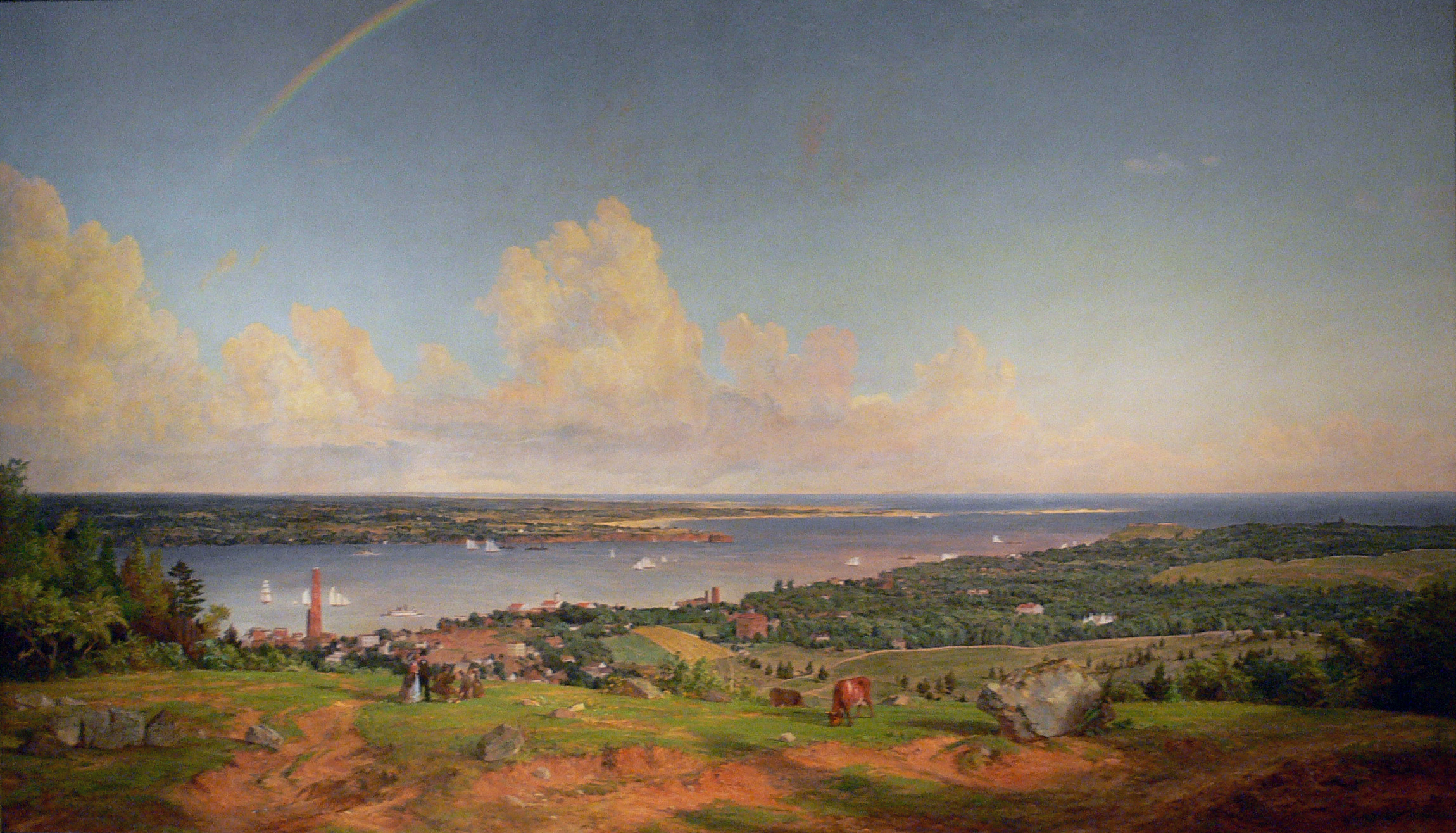
Jasper Francis Cropsey. The Narrows from Staten Island

### Pinturas de paisajes y escenas costeras

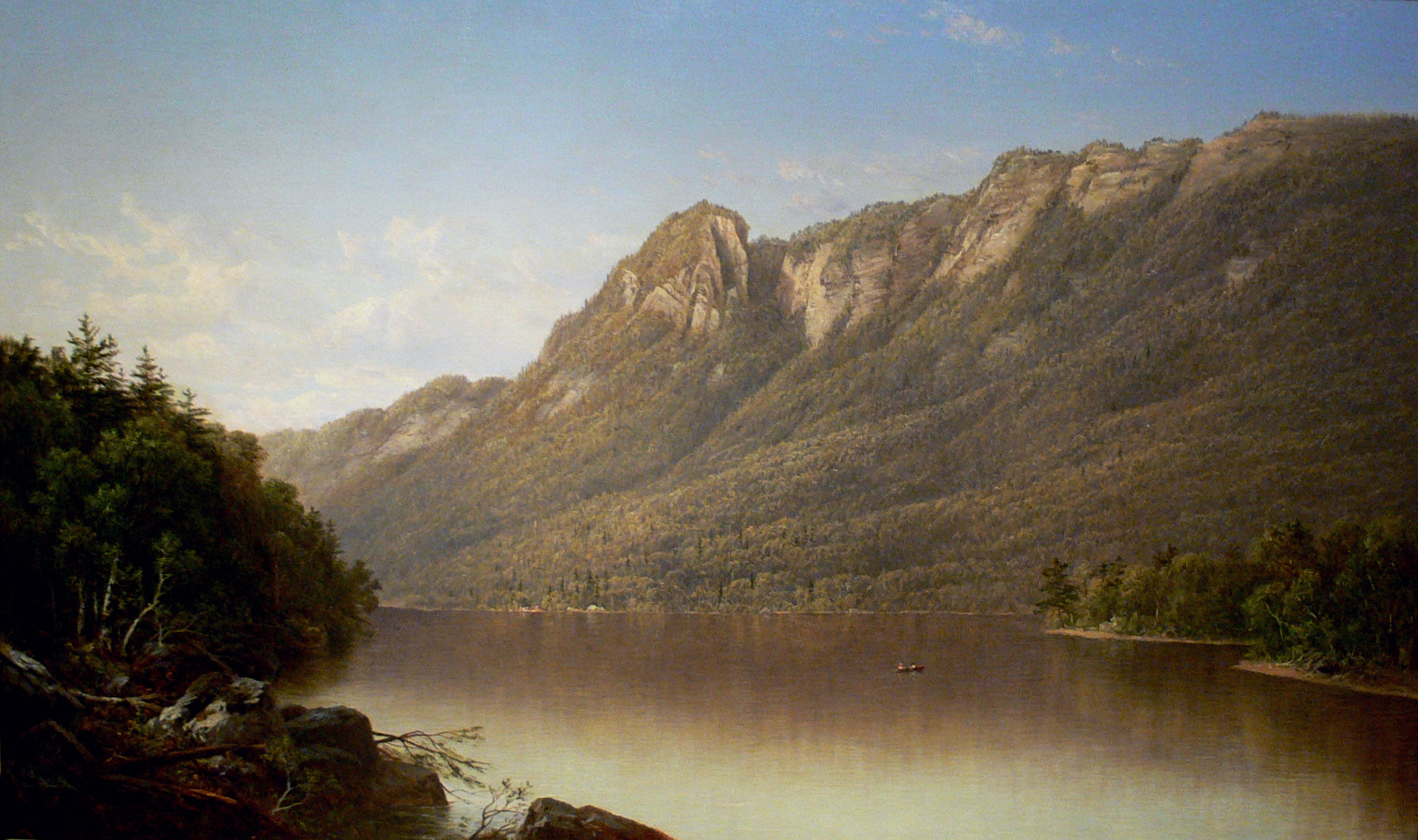
David Johnson. Eagle Cliff. Amon Carter Museum

La Escuela del Río Hudson, uno de los movimientos críticos en la pintura de paisaje estadounidense del siglo XIX, es un foco importante de la colección del ACMAA. Dos grandes óleos de Thomas Cole (1801-1848) y uno de Frederic Edwin Church (1826-1900), protegido de Cole, amplían las colecciones del museo de pinturas exclusivas de la Hudson River School. The Narrows de Staten Island (1866-68), una representación panorámica de Staten Island y el puerto de Nueva York de Jasper Francis Cropsey (1823-1900), es un notable ejemplo de la preocupación de la Hudson River School por el paisaje a lo largo del valle del río Hudson y el área circundante.
El movimiento Prerrafaelista, un movimiento británico que tuvo una breve influencia entre algunos artistas de la Escuela del Río Hudson a mediados del siglo XIX, se ejemplifica en Woodland Glade (1860) de William Trost Richards (1833-1905) y El río Hudson, en Catskill (1865) de Charles Herbert Moore (1840-1930). La pintura de Moore representa una porción identificable del río Hudson adyacente a la casa de Thomas Cole, por lo que es probable que la pintura fuera un tributo a Cole.
Las pinturas de la Hudson River School que reflejan la influencia del luminismo también se encuentran en la colección de ACMAA. Estos incluyen obras de Sanford Robinson Gifford (1823-1880), Martin Johnson Heade (1819-1904), John Frederick Kensett (1816-1872) y Fitz Henry Lane (1804-1865). Dado su "oscuro y melancólico misterio", la pintura de Heade, Thunder Storm on Narragansett Bay (1868), es considerada por muchos observadores como la obra maestra del artista.
Otros artistas de Hudson River School están también representadas en la colección por pinturas al óleo importantes de Robert Seldon Duncanson (1821-1872), David Johnson (1827-1908) y Worthington Whittredge (1820-1910). William Stanley Haseltine (1835-1900) está representado por un estudio preliminar de la costa rocosa a lo largo de Narragansett Bay, Rhode Island.
La influencia de la escuela del río Hudson y el luminismo se centró en el oeste de los Estados Unidos alrededor de 1870 cuando Albert Bierstadt (1830-1902) produjo Sunrise, el valle de Yosemite. Este grandioso ejemplo del trabajo del artista se completó después del tercer viaje de Bierstadt al oeste de Estados Unidos. Fue agregado a la colección del ACMAA en 1966. Otro pintor de la Escuela del Río Hudson que se dirigió al oeste fue Thomas Moran (1837-1926). Moran, famoso por sus pinturas de la región de Yellowstone en Wyoming, está representado en la colección del ACMAA por su óleo de 1874 Cliffs of Green River.

Winslow Homer (1836-1910), Cruzando el prado, 1871-72

### Retratos e imágenes de la vida cotidiana

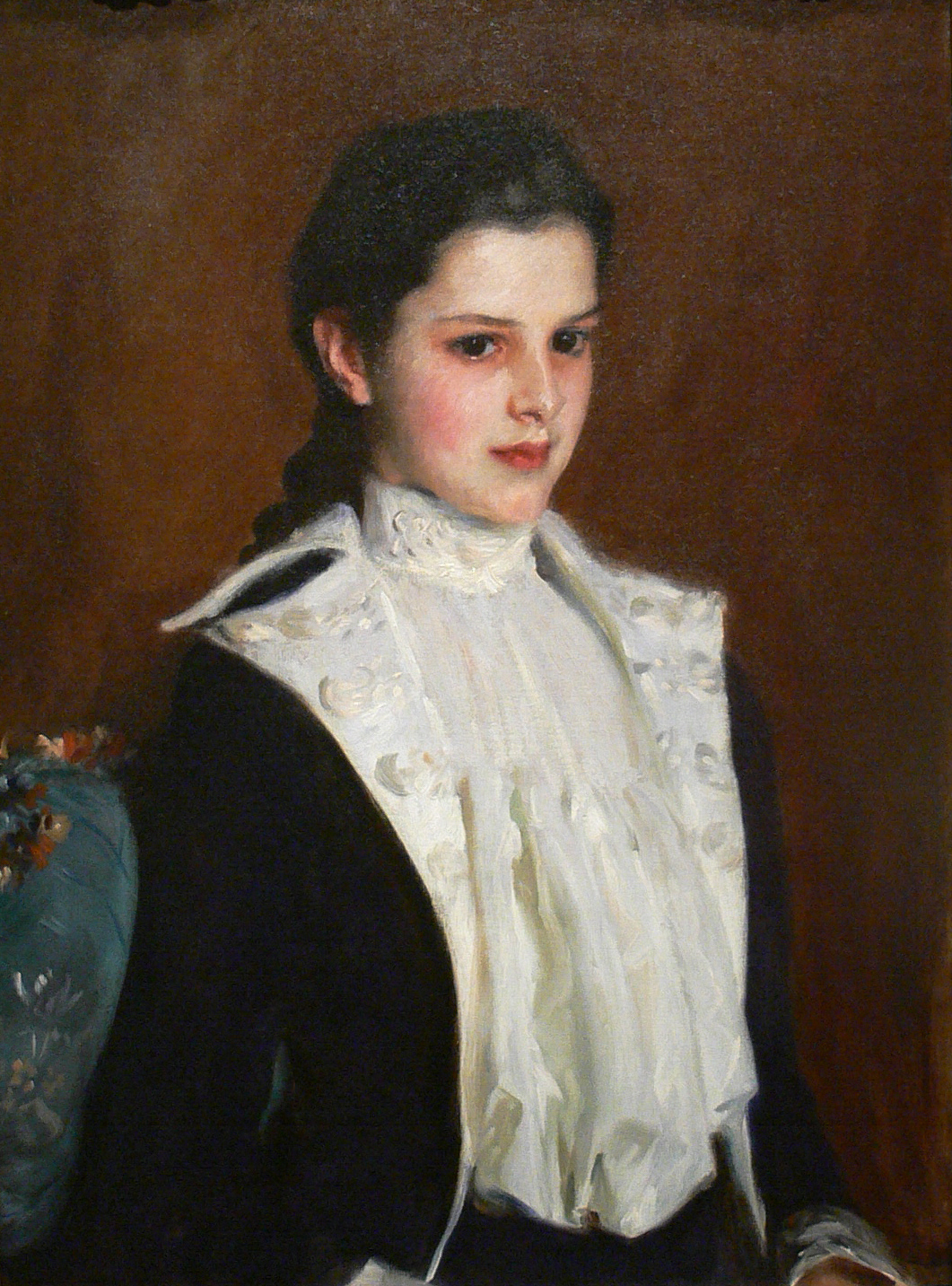
John Singer Sargent Alice Vanderbilt Shepard

Las pinturas de figuras del siglo XIX, retratos e imágenes de género (representaciones de la vida cotidiana) representan un capítulo importante en la historia del desarrollo artístico estadounidense, y varios ejemplos de estos tipos de pinturas se encuentran en la colección del ACMAA. Swimming (1885) de Thomas Eakins (1844-1916) es una de las pinturas de figuras realistas más conocidas en la historia del arte estadounidense. Es una suma de la técnica de pintura y el sistema de creencias de Eakins, Swimming fue adquirida para la colección ACMAA en 1990. Crossing the Pasture (1871-72) de Winslow Homer (adquirida en 1976) combina las habilidades del artista como pintor de figuras con su don para contar historias, para crear una imagen encantadora de la vida rural de Nueva York.
Indian Group (1845) de Charles Deas (1818-1867) explora la apariencia física de los nativos americanos y los peligros asociados con su estilo de vida nómada. The Potter (1889) de George de Forest Brush (1855-1941) es otro ejemplo en la colección del ACMAA del método riguroso y matizado de un artista para representar a una modelo indígena estadounidense. ¡Atención, compañía! (1878) de William M. Harnett (1848-1892) es la única composición figurativa conocida de este maestro estadounidense de la pintura trampantojo ("engañar al ojo").
Una gran pintura de género histórico de William T. Ranney (1813-1857) se encuentra en la colección del ACMAA. Marion Crossing the Pedee de Ranney (1850) exhibe la gran habilidad del artista como pintor de figuras y el uso de esa habilidad para entretener y educar a su audiencia del siglo XIX. Cuadros de género notables de Conrad Wise Chapman (1842-1910), Francis William Edmonds (1806-1863), Thomas Hovenden (1840-1895) y Eastman Johnson (1824-1906) también se encuentran en la colección del ACMAA.
El retratista John Singer Sargent (1856-1925) está representado en la colección del museo por retratos formales de dos personajes estadounidenses, Alice Vanderbilt Shepard (1888) y Edwin Booth (1890).

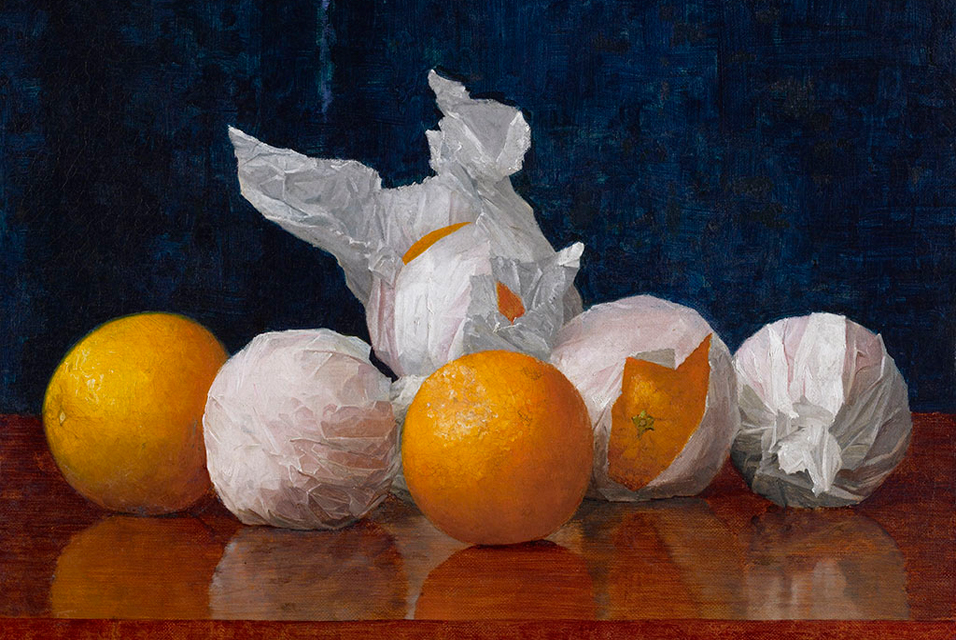
William J. McCloskey (1859-1941), naranjas envueltas, 1889

### Bodegones
Los bodegones constituyen un componente prominente de la colección del ACMAA. Ease (1887) de William M. Harnett (1848-1892) es un elocuente ejemplo del género trompe-l'œil y que demuestra ampliamente el atractivo de Harnett para sus mecenas del siglo XIX. John Frederick Peto (1854-1907), un contemporáneo de William Harnett que trabajó en relativa oscuridad, está representado en la colección por dos composiciones de trompe-l'œil muy logradas, Lamps of Other Days (1888) y A Closet Door (1904-06). ) Otras pinturas trompe-l'œil en la colección del ACMAA fueron creadas por De Scott Evans (1847-1898) y John Haberle (1853-1933).

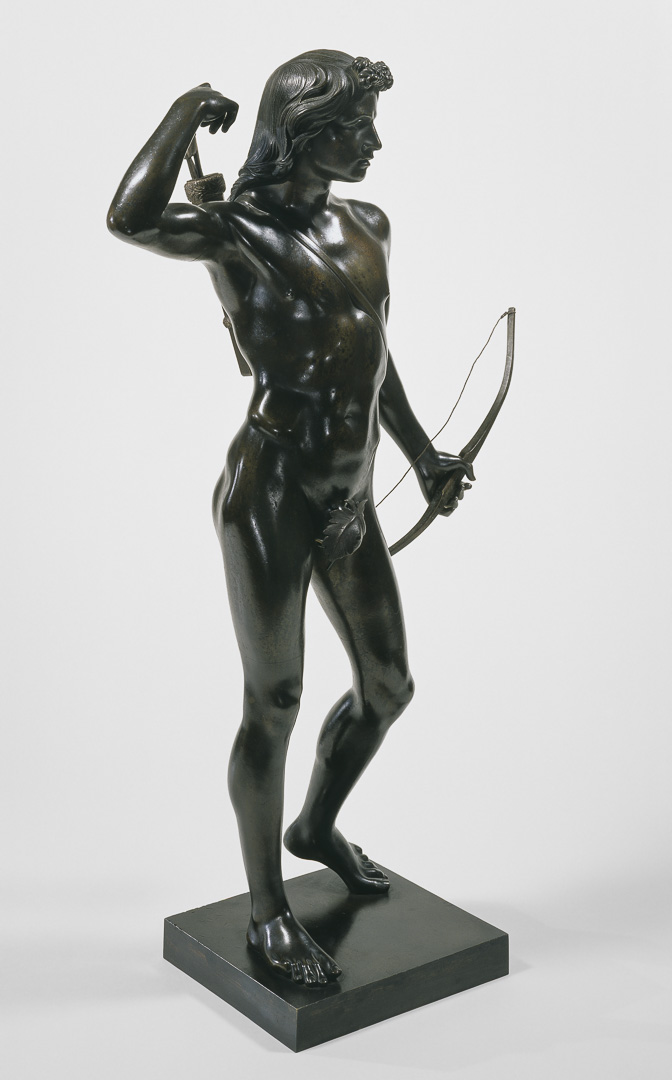
Henry Kirke Brown (1814-1886), La elección de la flecha, modelado en 1848, fundición 1849

La primera pintora de naturalezas muertas reconocida de los Estados Unidos, Raphaelle Peale (1774-1825), está representada en la colección del ACMAA por una composición de 1813, Peaches and Grapes. Otras naturalezas muertas clásicas estadounidenses con frutas o flores incluyen Wrapped Oranges (1889) de William J. McCloskey (1859-1941) y Abundance (después de 1848) de Severin Roesen (1815-después de 1872).

### Esculturas
La colección de esculturas del ACMAA proporciona un contexto histórico para las ámplias colecciones de escultura de bronce del museo realizadas por Frederic Remington y Charles M. Russell, además de reconocer la importancia de la escultura en la historia más amplia del arte estadounidense. Como tal, la colección contiene obras creadas por artistas destacados tanto en el siglo XIX como en el siglo XX. La elección de la flecha (1849) por Henry Kirke Brown (1814-1886) es uno de los primeros bronces realizados en América. Un poco más tarde las esculturas de bronce, The Indian Hunter (1857-59) y The Freedman (1863), ambos de John Quincy Adams Ward (1830-1910), también están en la colección. Busto de un esclavo griego (después de 1846) por Hiram Powers (1805-1873) es un ejemplo de una obra neoclásica estadounidense tallada en mármol.

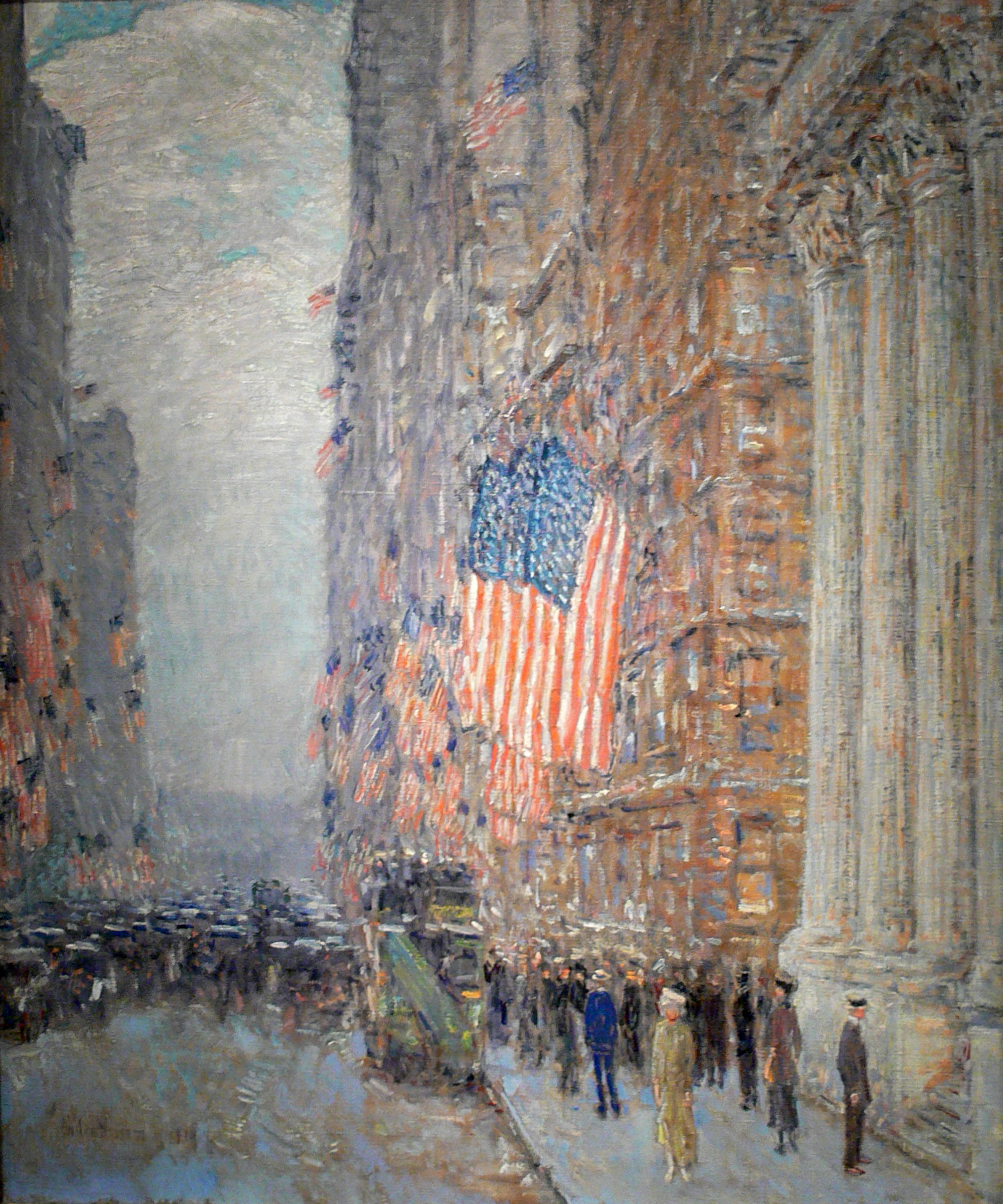
Childe Hassam (1859-1935), Banderas en el Waldorf, 1916

Dos escultores estadounidenses que disfrutaron de un gran éxito durante sus vidas, Frederick MacMonnies (1863-1937) y Augustus Saint-Gaudens (1848-1907), están representados en la colección del ACMAA por obras de bronce fundido creadas a fines del siglo XIX. Alexander Phimister Proctor (1860-1950) y Anna Hyatt Huntington (1876-1973) están representados por bronces creados a finales del siglo XIX y principios del XX, respectivamente. Una escultura de bronce de Solon Borglum (1868-1922), quien, al igual que Remington y Russell, se especializó en representaciones de temas del Viejo Oeste, y un bronce de dos piezas de Paul Manship (1885-1966), Cazador indio y antílope (1914), están en la colección también.
La experimentación de artistas de principios del siglo XX con la abstracción basada en la naturaleza y las técnicas de tallado directo a partir de materiales naturales se ve en obras de John Flannagan (1895-1942), Robert Laurent (1890-1970) y Elie Nadelman (1882-1946). Los trabajos de Alexander Calder (1898-1976) y Louise Nevelson (1899-1988) se encuentran entre las piezas escultóricas de mediados del siglo XX de la colección. El paisaje lunar de Nevelson es una gran construcción de madera pintada que data de 1959-60.

### Pinturas impresionistas americanas y obras modernas delsigloXX

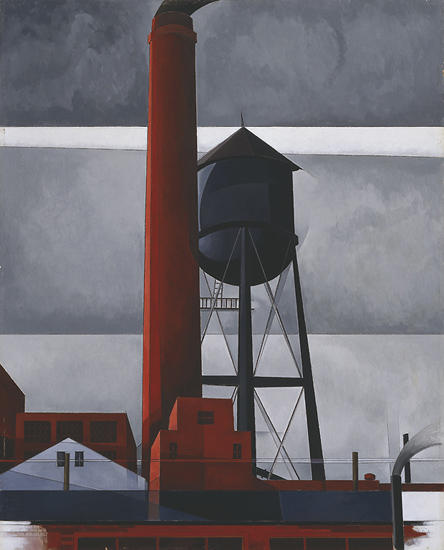
Charles Demuth (1883-1935), Chimenea y Torre del Agua, 1931

Los horizontes del arte estadounidense a fines del siglo XIX y principios del XX se expandieron rápidamente, impulsados por los principales avances artísticos en Europa. Antes de 1920, el impresionismo francés era una de las influencias más importantes en el trabajo en los círculos artísticos americanos de vanguardia. Con una creciente conciencia del Impresionismo como un enfoque válido para representar la naturaleza, muchos artistas prominentes en el este de los Estados Unidos adoptaron sus principios, dando lugar a una escuela reconocida del Impresionismo estadounidense. La colección del ACMAA contiene varios ejemplos del impresionismo estadounidense de algunos de los pintores más logrados del género.
Idle Hours (alrededor de 1894), de William Merritt Chase (1849-1916), encabeza las posesiones del ACMAA de pinturas impresionistas americanas. El alumno y protegido de Chase, Julian Onderdonk (1882-1922) está representado por una escena de Texas, A Cloudy Day, Bluebonnets cerca de San Antonio, Texas (1918). Flags on the Waldorf (1916) es una obra de Nueva York firmada por Childe Hassam (1859-1935). Otros conocidos pintores impresionistas estadounidenses que tienen piezas en la colección son Mary Cassatt (1844-1926), Willard Metcalf (1858-1925) y Dennis Miller Bunker (1861-1890).
El fotógrafo neoyorquino Alfred Stieglitz (1864-1946) se hizo amigo y abogó por varios de los pintores modernos más visionarios que surgieron a principios del siglo XX en los Estados Unidos. Cinco artistas modernos que estaban estrechamente identificados con el círculo de Stieglitz están representados en la colección del ACMAA. Son Charles Demuth (1883-1935), Arthur G. Dove (1880-1946), Marsden Hartley (1877-1943), John Marin (1870-1953) y Georgia O'Keeffe (1887-1986). La colección contiene las primeras obras de Demuth, Dove, Hartley y O'Keeffe, producidas entre 1908 y 1918, y un grupo de pinturas posteriores de Dove, Hartley, Marin y O'Keeffe que capturan su respuesta a la luz y el color del paisaje de Nuevo México, cerca de Taos. La Chimenea y Torre del Agua de Charles Demuth (1931), pintada en la ciudad natal del artista Lancaster, Pensilvania, representa una fábrica local de linóleo. Chimney and Water Tower ingresó a la colección del ACMAA en 1995.

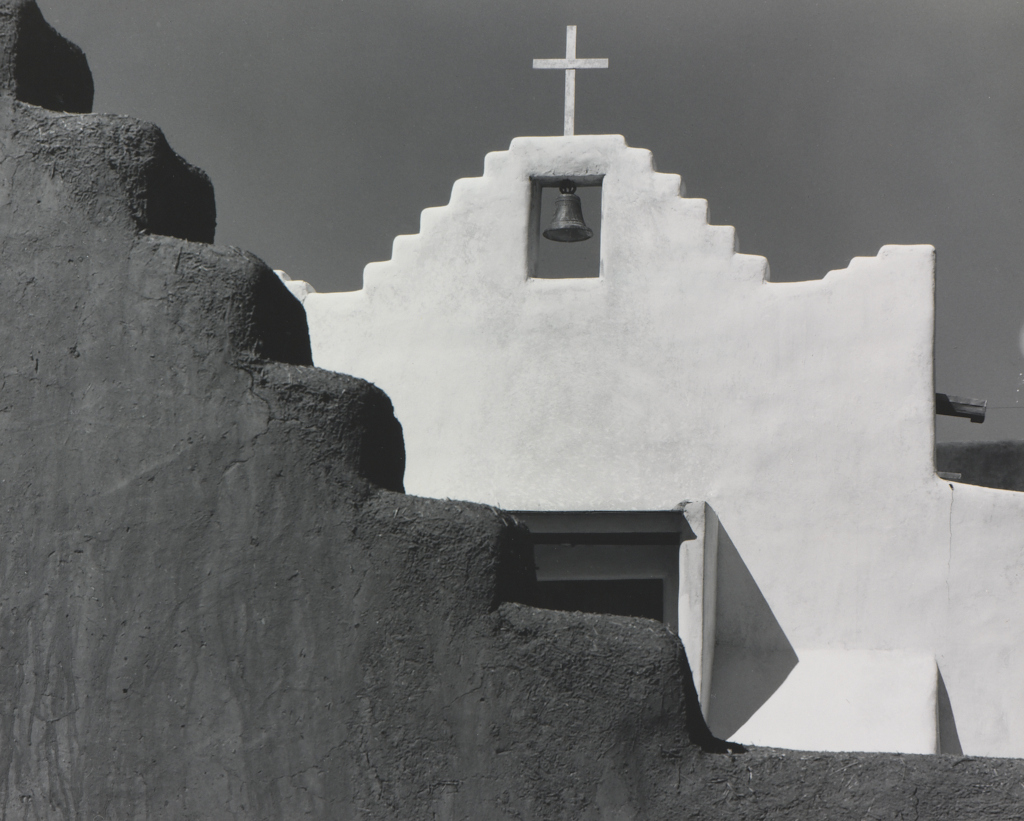
Laura Gilpin (1891-1979), La Iglesia en Picuris Pueblo, Nuevo México, 1963

Varias pinturas importantes de Stuart Davis (1892-1964) se encuentran en el Museo de Arte Americano Amon Carter, incluyendo un primer autorretrato pintado en 1912 y un trabajo de su serie Egg Beater, Egg Beater No. 2 (1928) . Los modernos estadounidenses representados en la colección del AMCAA también incluyen a Josef Albers (1888-1976), Will Barnet (1911-2012), Oscar Bluemner (1867-1938), Morton Schamberg (1881-1918), Ben Shahn (1898-1969), Charles Sheeler (1883-1965), Joseph Stella (1877-1946) y otros.

### Fotografía
El Museo de Arte Americano Amon Carter es uno de los principales repositorios de fotografías históricas y artísticas del país. El ACMAA tiene más de 350.000 trabajos fotográficos en su colección, incluyendo 45.000 impresiones de calidad de exhibición. Estas tenencias abarcan la historia completa de los procesos fotográficos utilizados en los Estados Unidos desde los daguerrotipos hasta los digitales. El papel central de la fotografía en la documentación de la cultura e historia estadounidense, y la evolución del medio como una forma de arte significativa e influyente en el siglo XX hasta el presente, son los temas alrededor de los cuales se organiza la colección de fotografía del ACMAA.
Los archivos personales de los fotógrafos Carlotta Corpron (1901-1988), Nell Dorr (1893-1988), Laura Gilpin (1891-1979), Eliot Porter (1901-1990), Erwin E. Smith (1886-1947) y Karl Struss (1886-1981) son recursos prominentes de la colección.

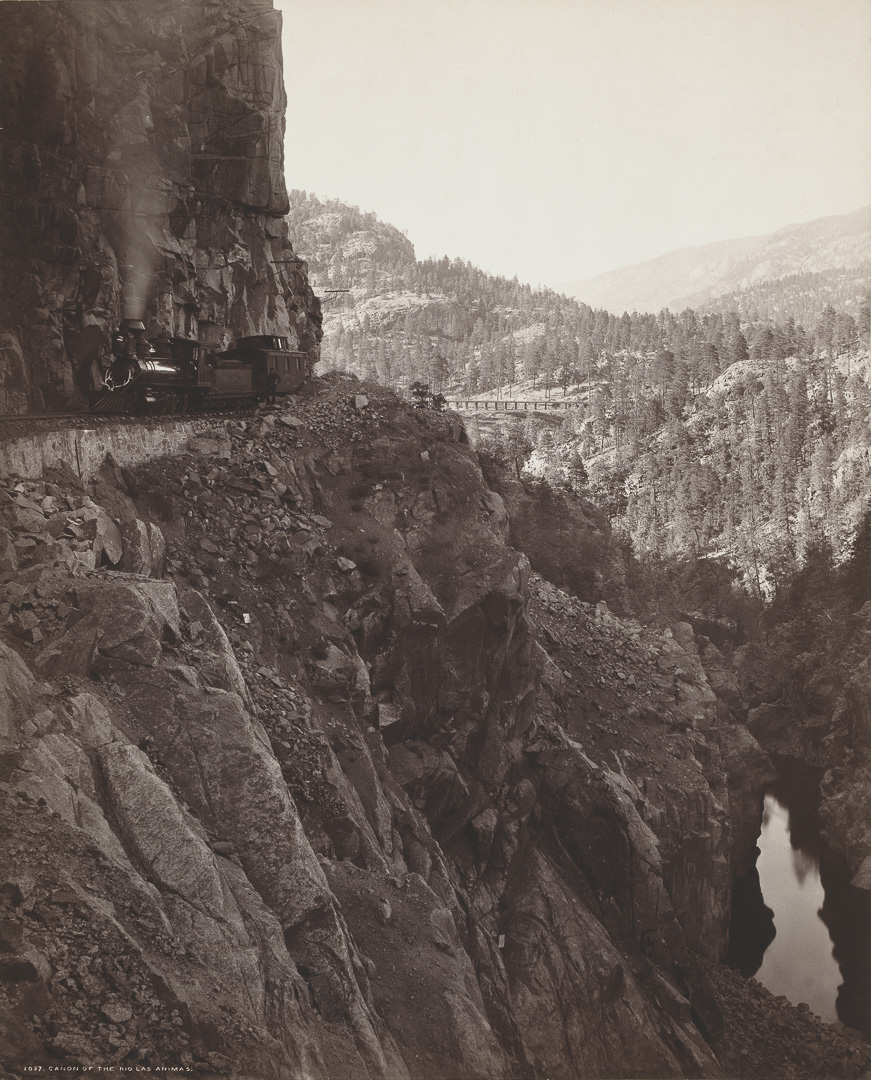
William Henry Jackson (1843-1942), Cañón del Río Las Ánimas, 1882

La colección de fotografía de ACMAA contiene imágenes tempranas de estadounidenses en guerra, iniciadas por 55 daguerrotipos de la guerra México-Estados Unidos (1847-1848). La colección contiene una copia del trabajo en dos volúmenes de Alexander Gardner, Sketchbook Sketch Book of the Civil War y una copia de Photographic Views of Sherman's Campaign (1865) de George Barnard. Un grupo de más de 1.400 retratos del siglo XIX y principios del siglo XX de nativos americanos que se originó con la Oficina de Etnología de Estados Unidos es otro de los aspectos más destacados de la colección, junto con un conjunto completo de The North American Indian de Edward Curtis.
La colección del ACMAA de fotografías de paisajes del siglo XIX incluye imágenes de John K. Hillers (1843-1925), William Henry Jackson (1843-1942), Timothy H. O'Sullivan (1840-1882), Andrew J. Russell (1830- 1902) y Carleton E. Watkins (1829-1916). Las imágenes maestras del siglo XX de Ansel Adams (1902-1984) se complementan con paisajes de finales del siglo XX de William Clift (nacido en 1944), Frank Gohlke (nacido en 1942) y Mark Klett (nacido en 1952).
Fotografías de Alfred Stieglitz (1864-1946) son las obras más importantes de la colección del movimiento de foto-secesión de principios del siglo XX, una cruzada dirigida por Stieglitz. El trabajo de Photo-Secessionists y otros fotógrafos destacados del período también está documentado en series completas de Camera Notes (publicadas en 1897-1903), Camera Work (publicadas 1903-1917) y 291 (publicadas entre 1915 y 1916).
Las posesiones sustantivas de fotografías documentales del siglo XX incluyen obras de Berenice Abbott (1898-1991); impresiones producidas durante más de veinticinco años en relación con el ensayo fotográfico de Dorothea Lange, The American Country Woman; Imágenes de Texas de la colección de Standard Oil of New Jersey; y fotografías del proyecto de la encuesta estatal de 1986 Contemporary Texas: A Photographic Portrait. Además, las fotografías documentales del siglo XX de Russell Lee (1903-1986), Arthur Rothstein (1915-1985), Marion Post Wolcott (1910-1990) y muchas otras se encuentran en la colección del museo.
Otros grupos sustantivos de fotografías del siglo XX de la colección del ACMAA están organizados en torno a las carreras de Robert Adams (nacido en 1937), Barbara Crane (nacido en 1928), Robert Glenn Ketchum (nacido en 1947) , Clara Sipprell (1885-1975), Brett Weston (1911-1993) y Edward Weston (1886-1958).
El ACMAA posee un conjunto completo de impresiones de la serie In the American West de Richard Avedon, un proyecto encargado por el ACMAA en 1979. En los últimos años, el museo se ha centrado principalmente en adquirir y exhibir fotografías de artistas contemporáneos como Dawoud Bey (nacido en 1953) , Sharon Core (nacida en 1965), Katy Grannan (nacida en 1969), Todd Hido (nacido en 1968), Alex Prager (nacido en 1979), Mark Ruwedel (nacido en 1954) y Larry Sultan (nacido entre 1946 y 2009).

## Galería

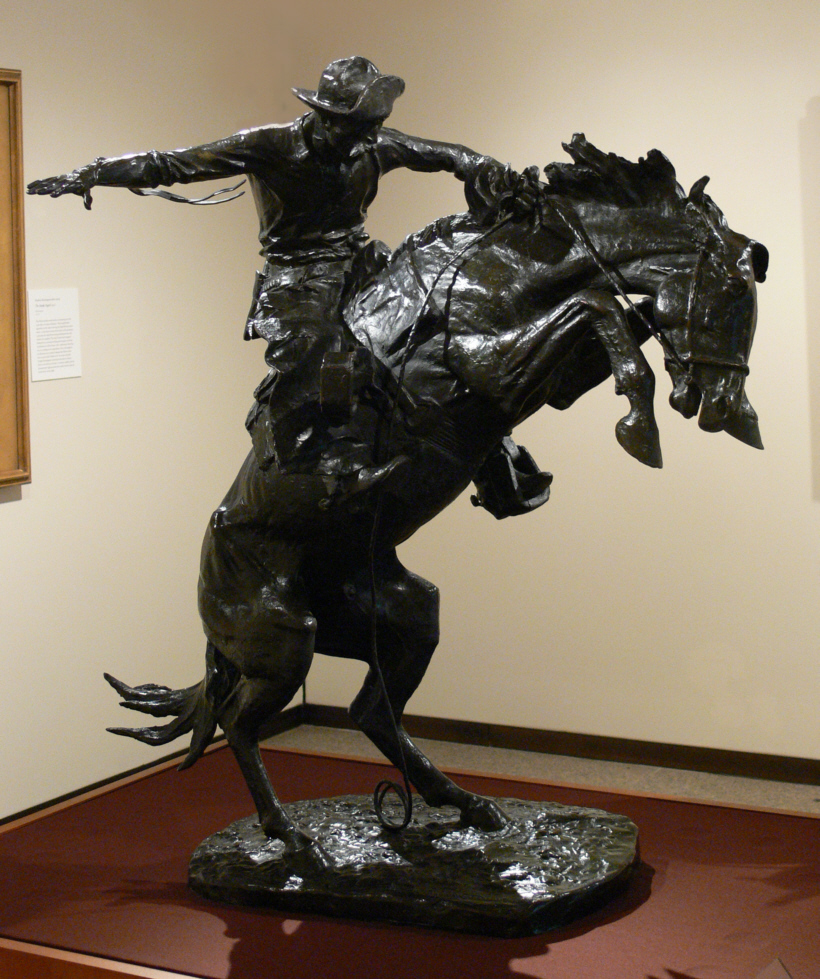
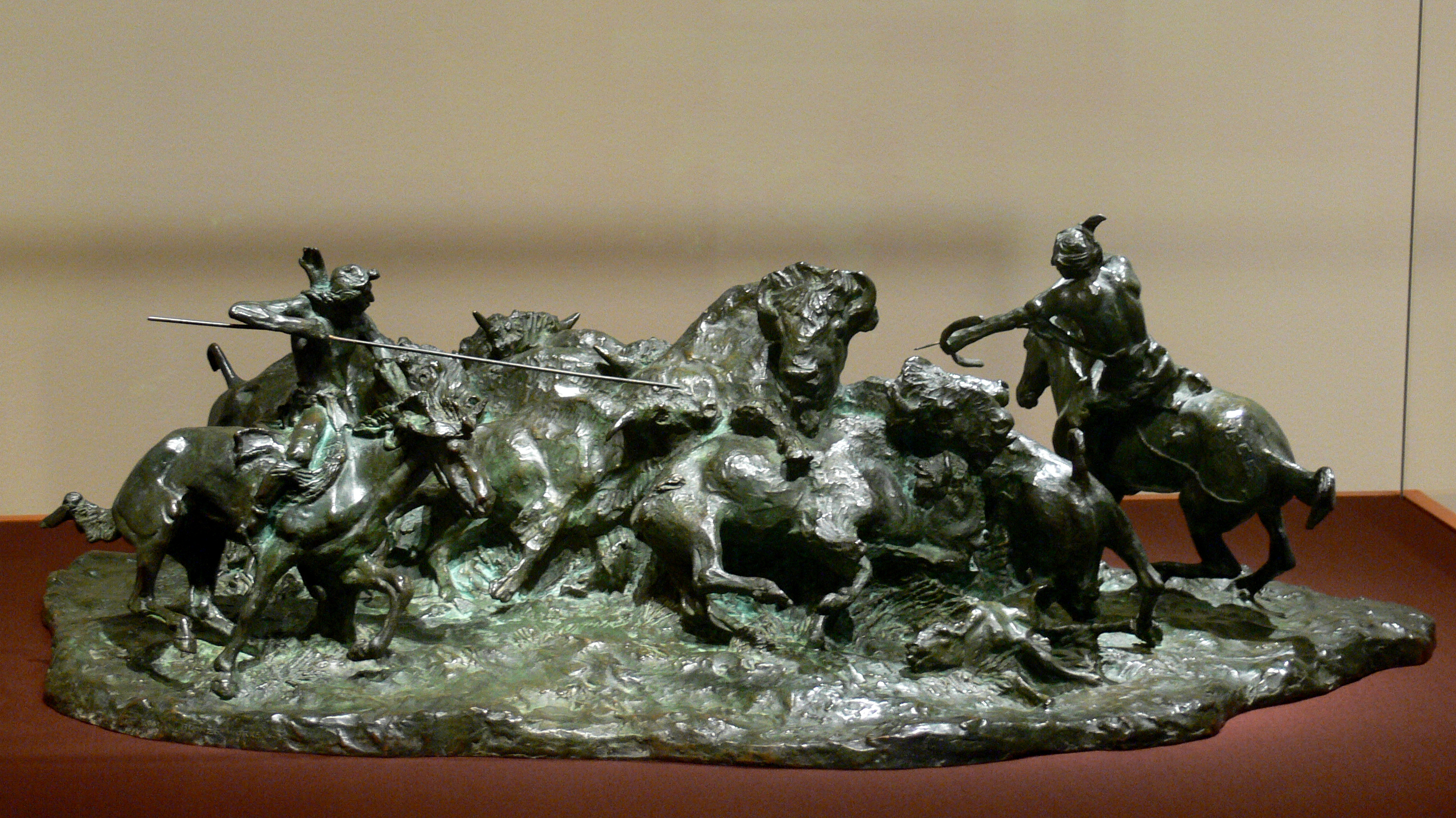
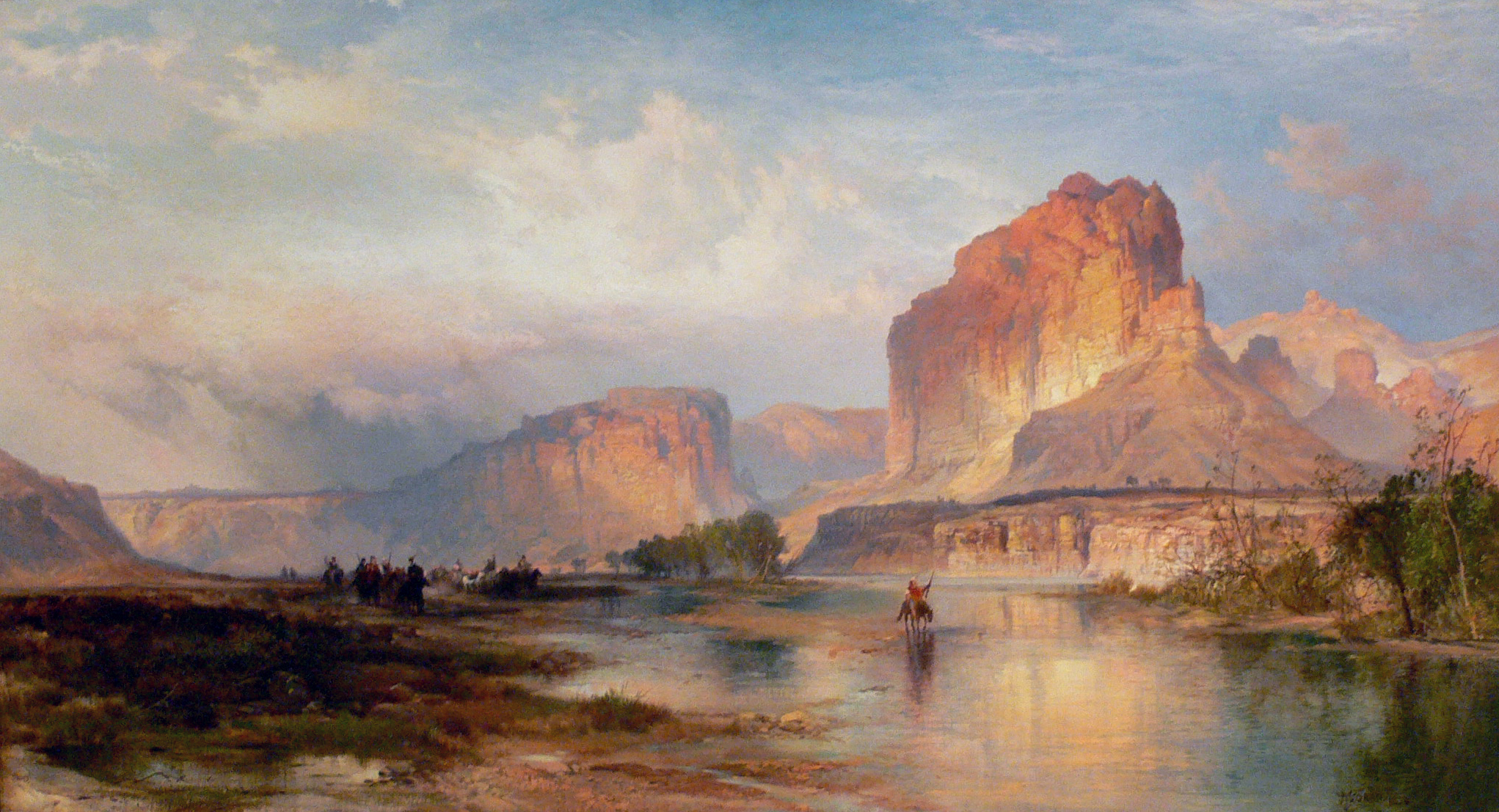
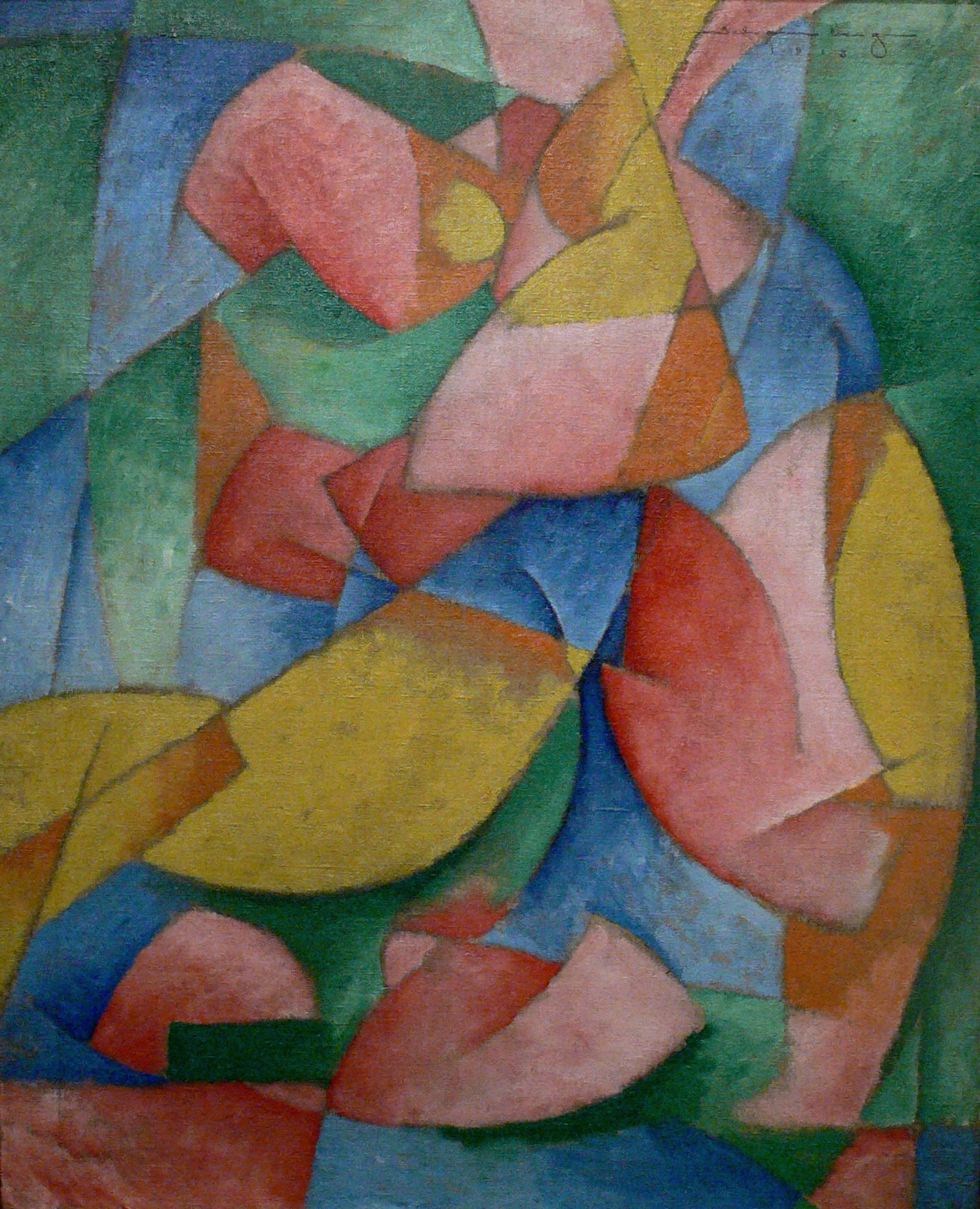
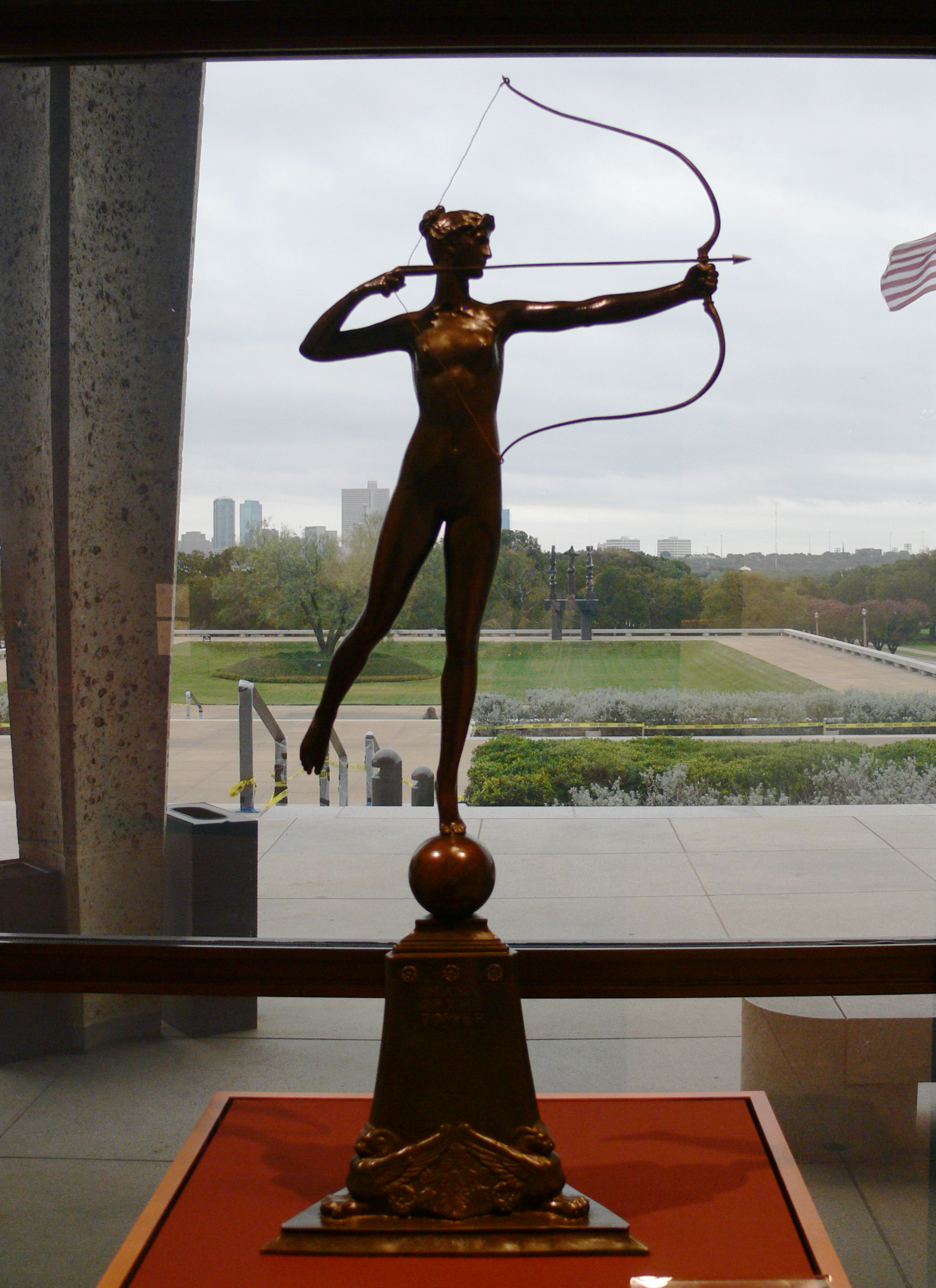
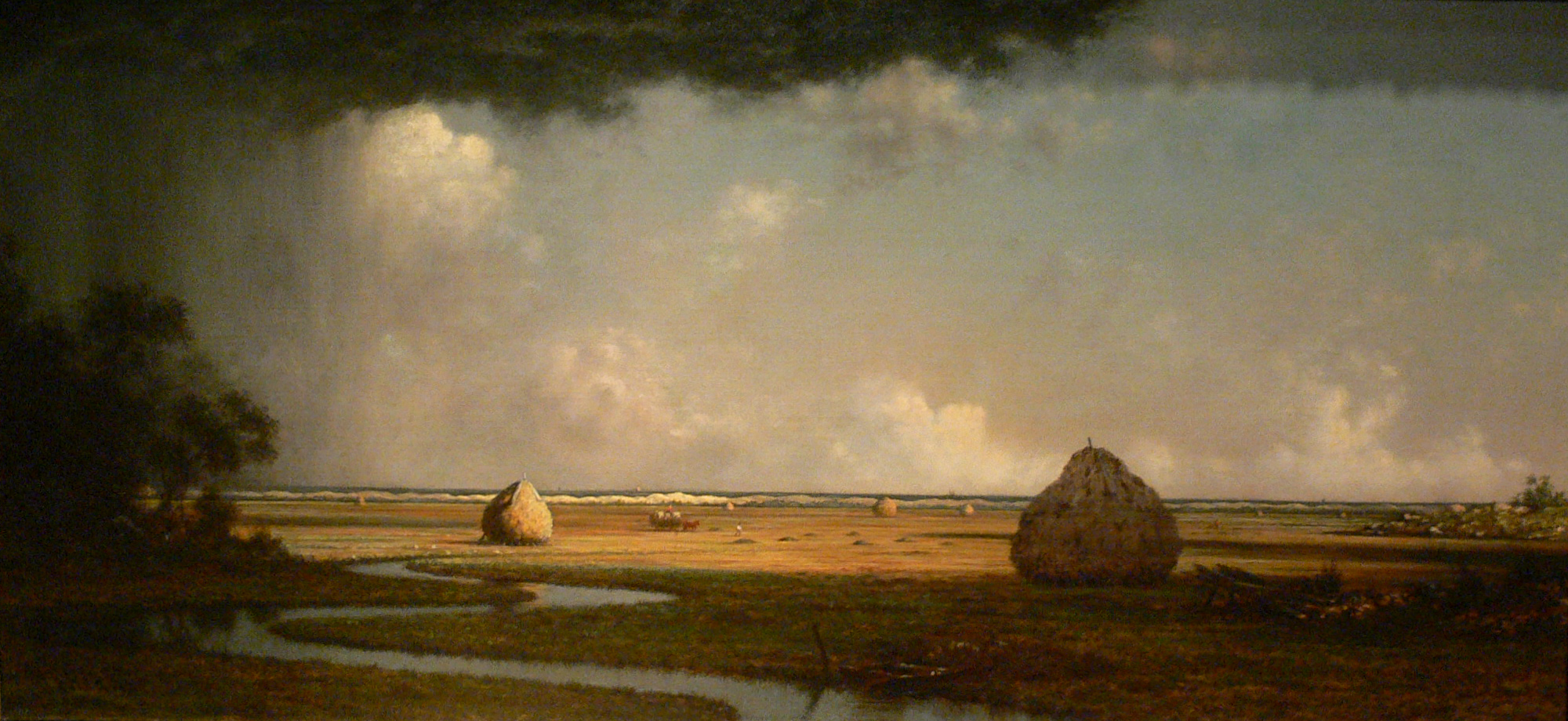
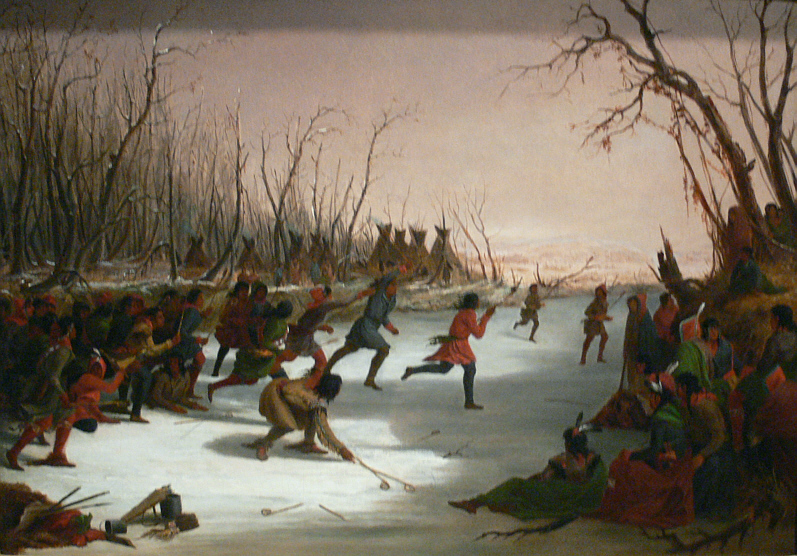
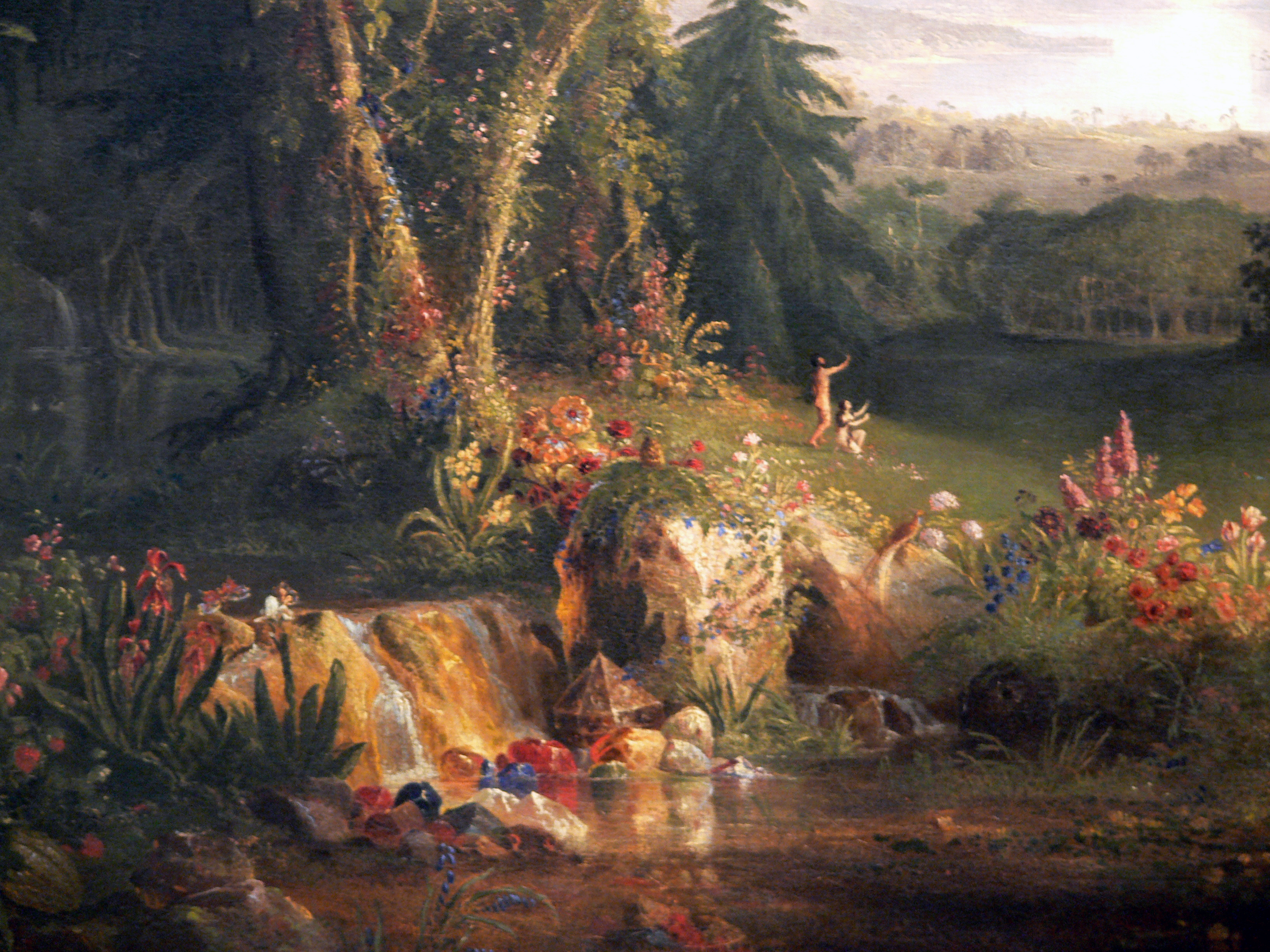
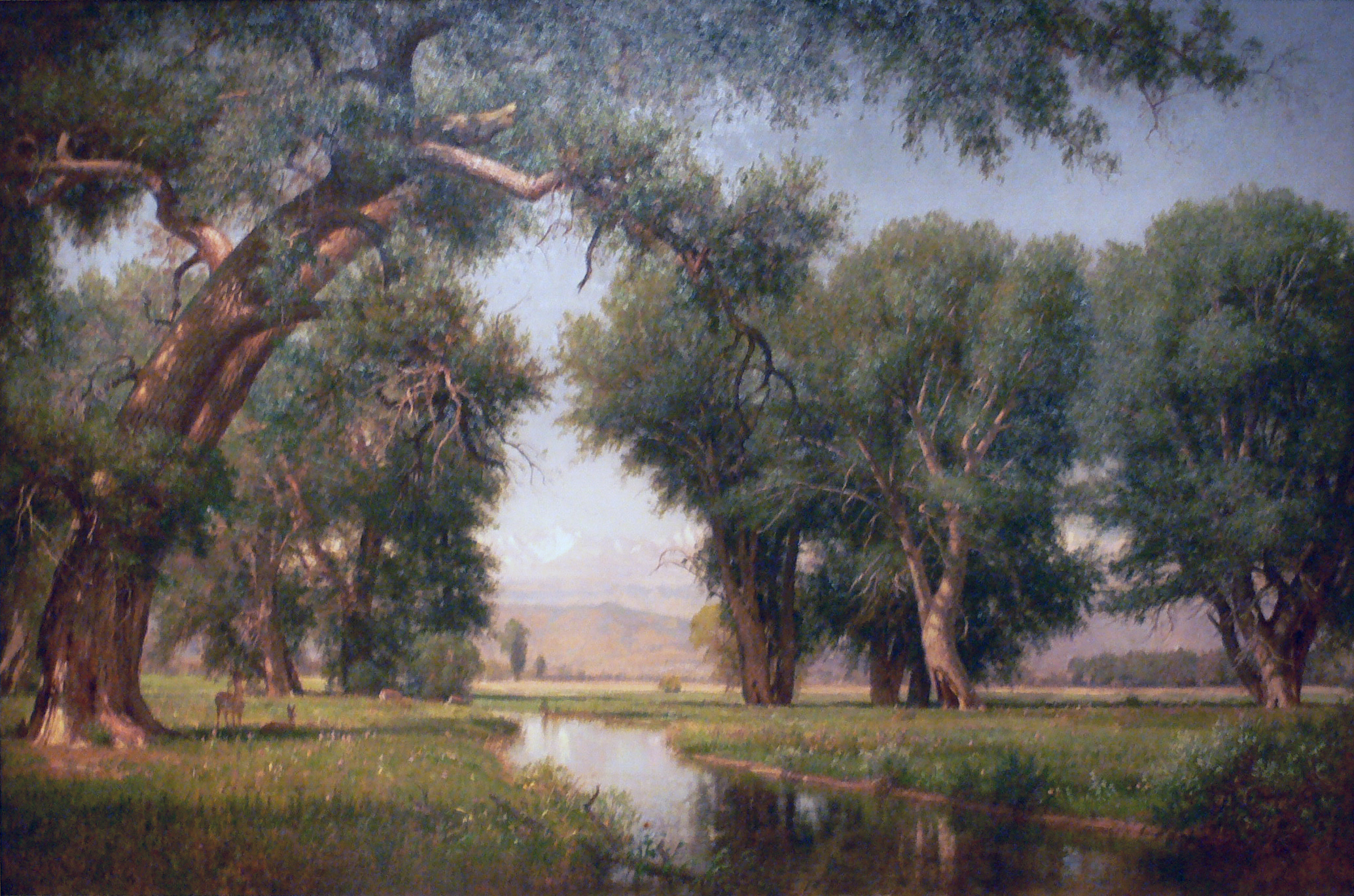
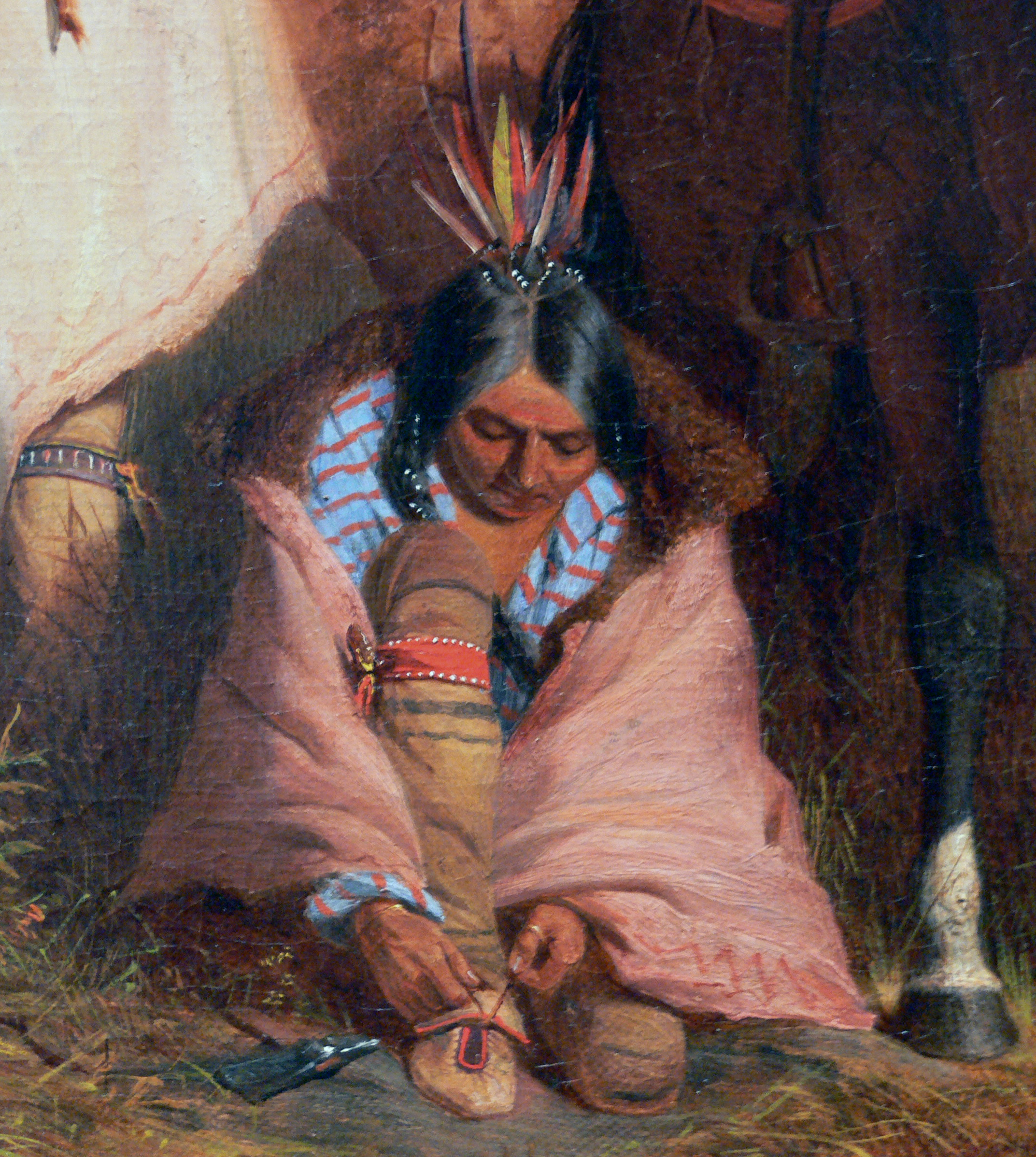
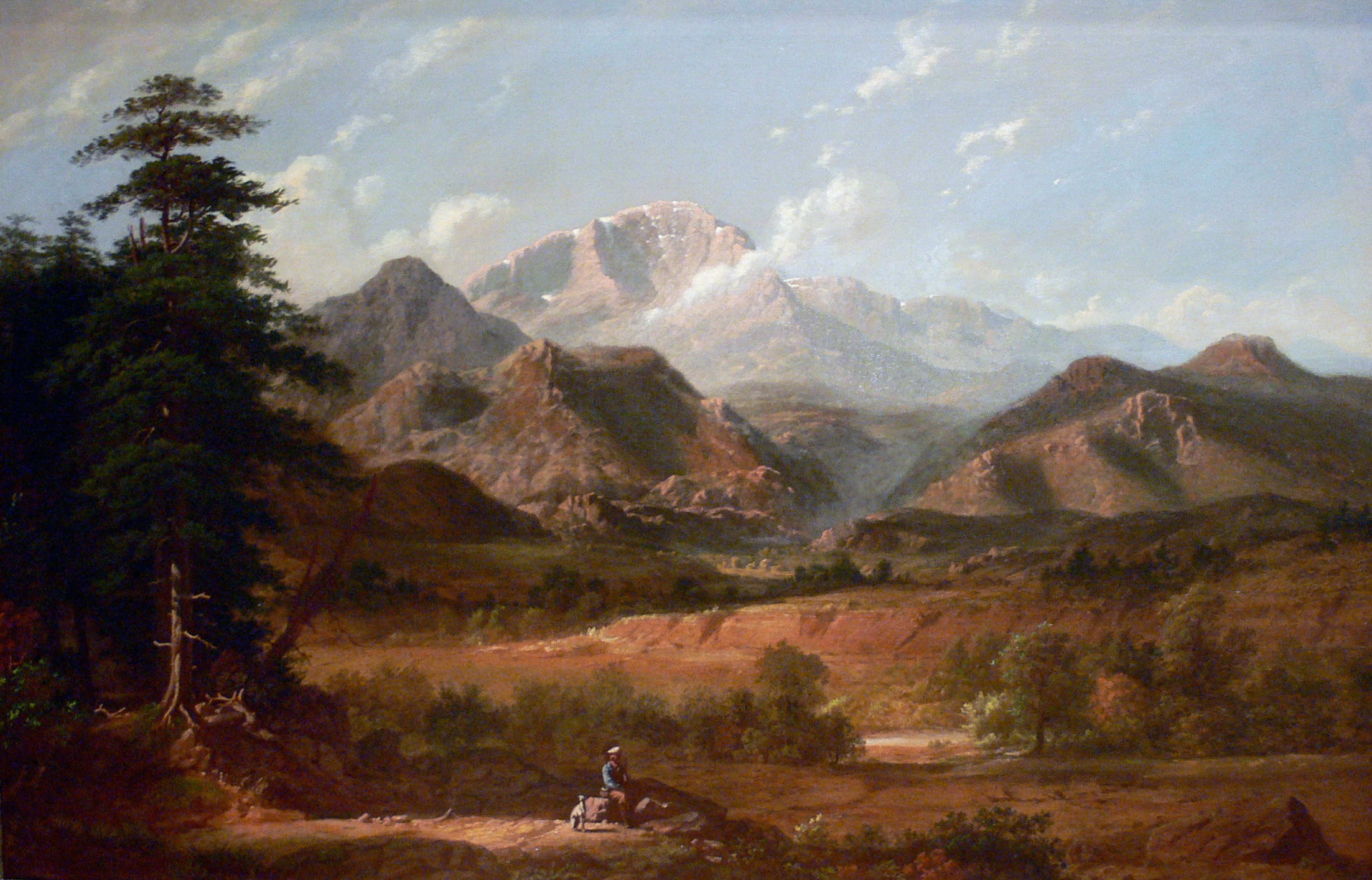
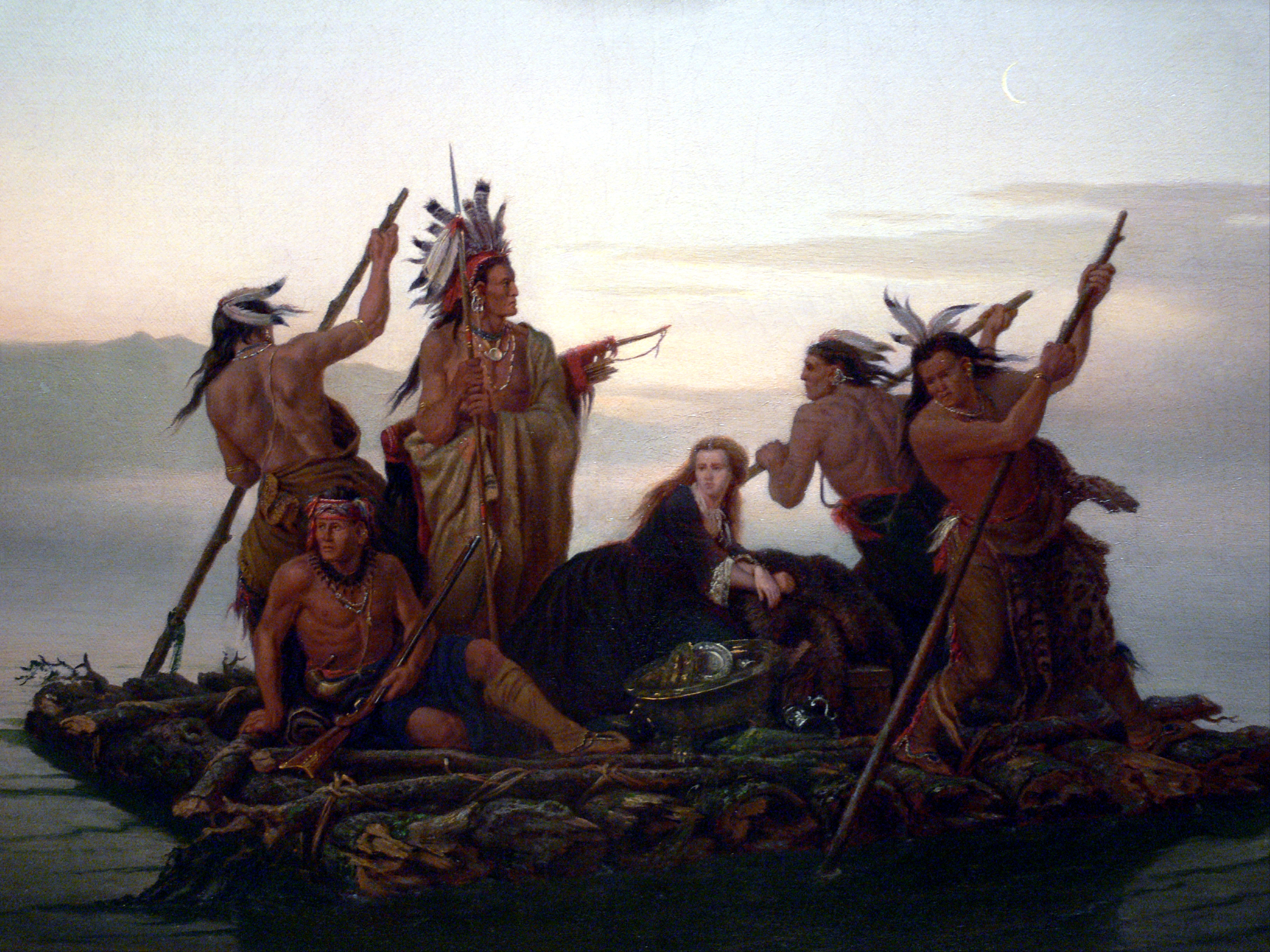
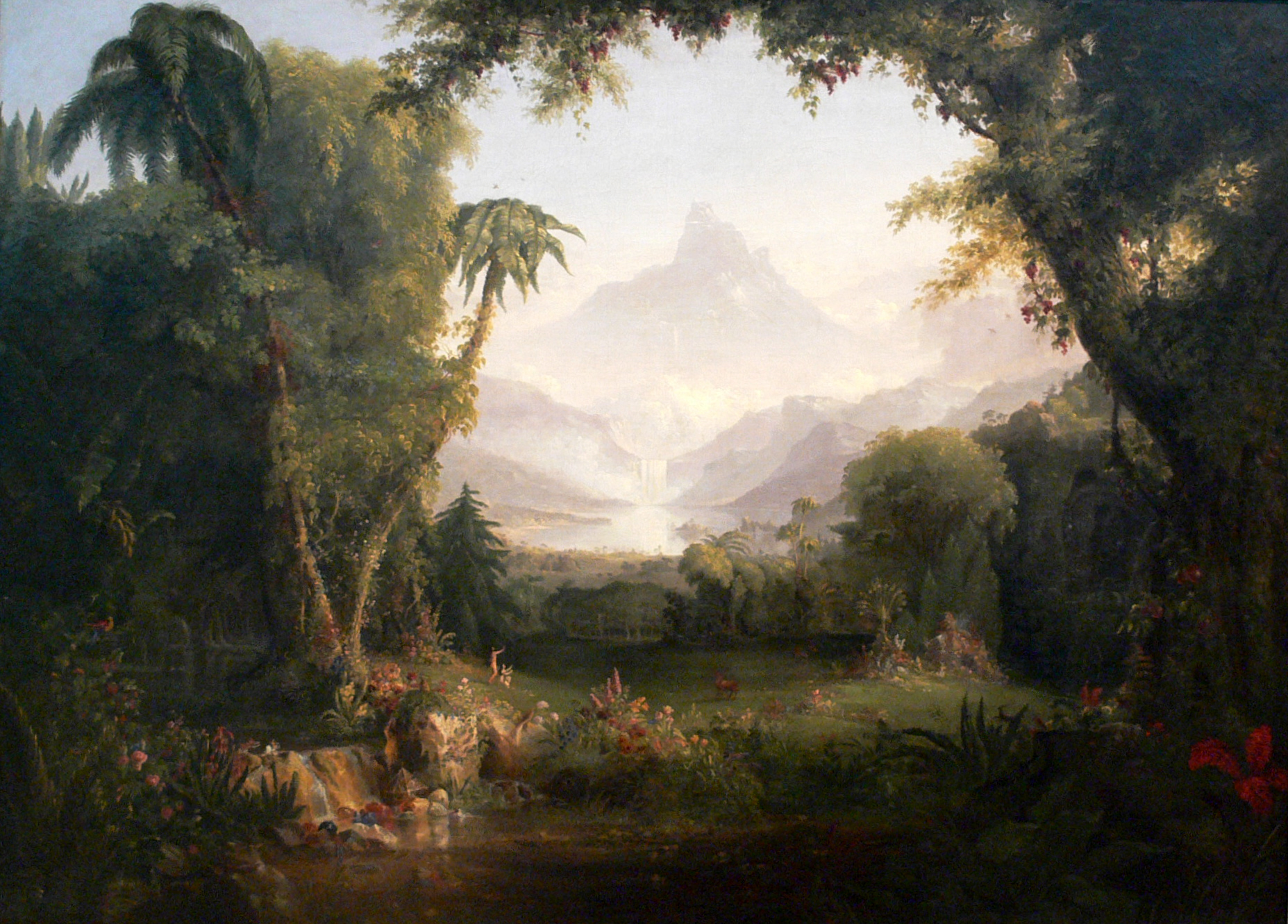
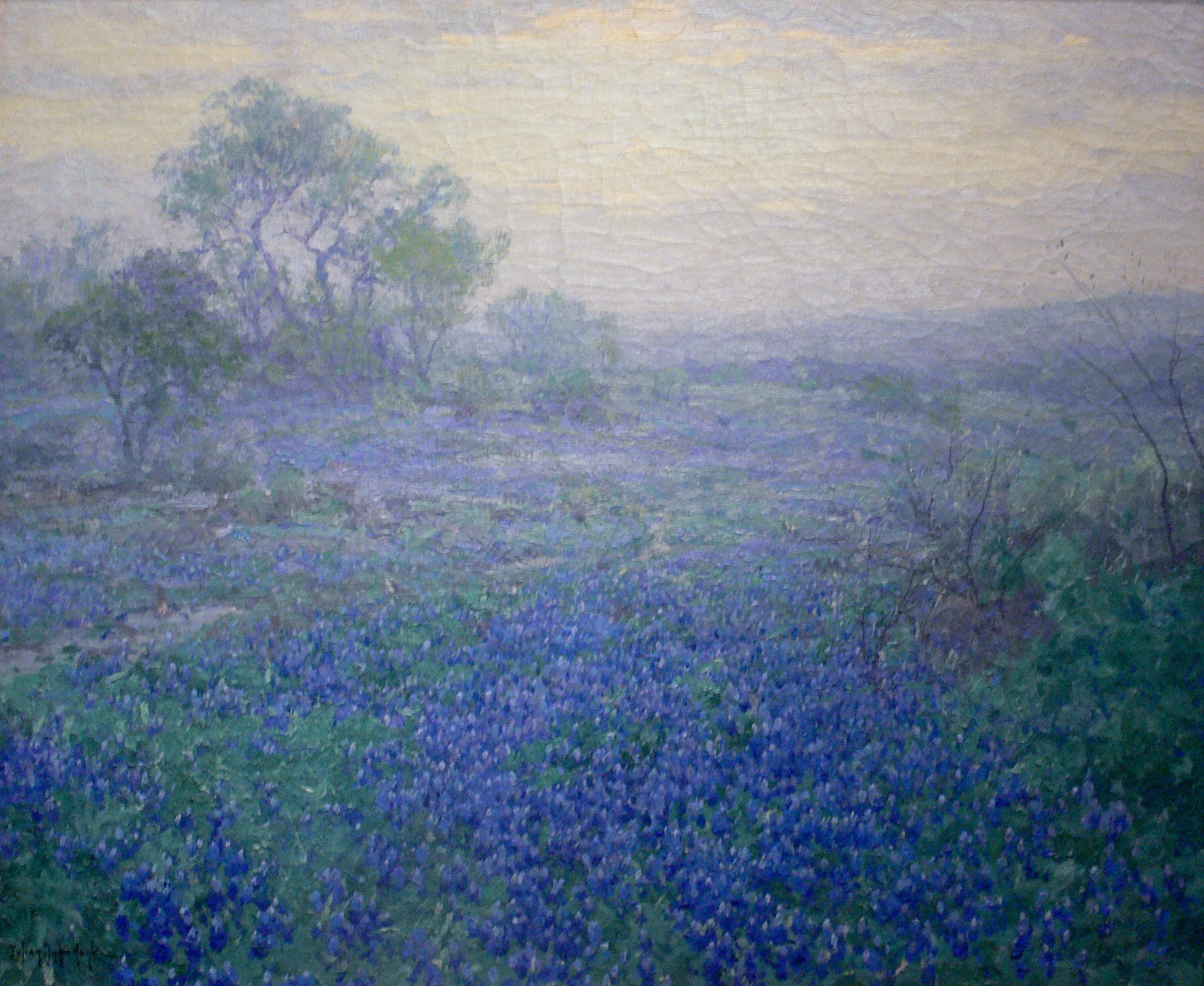
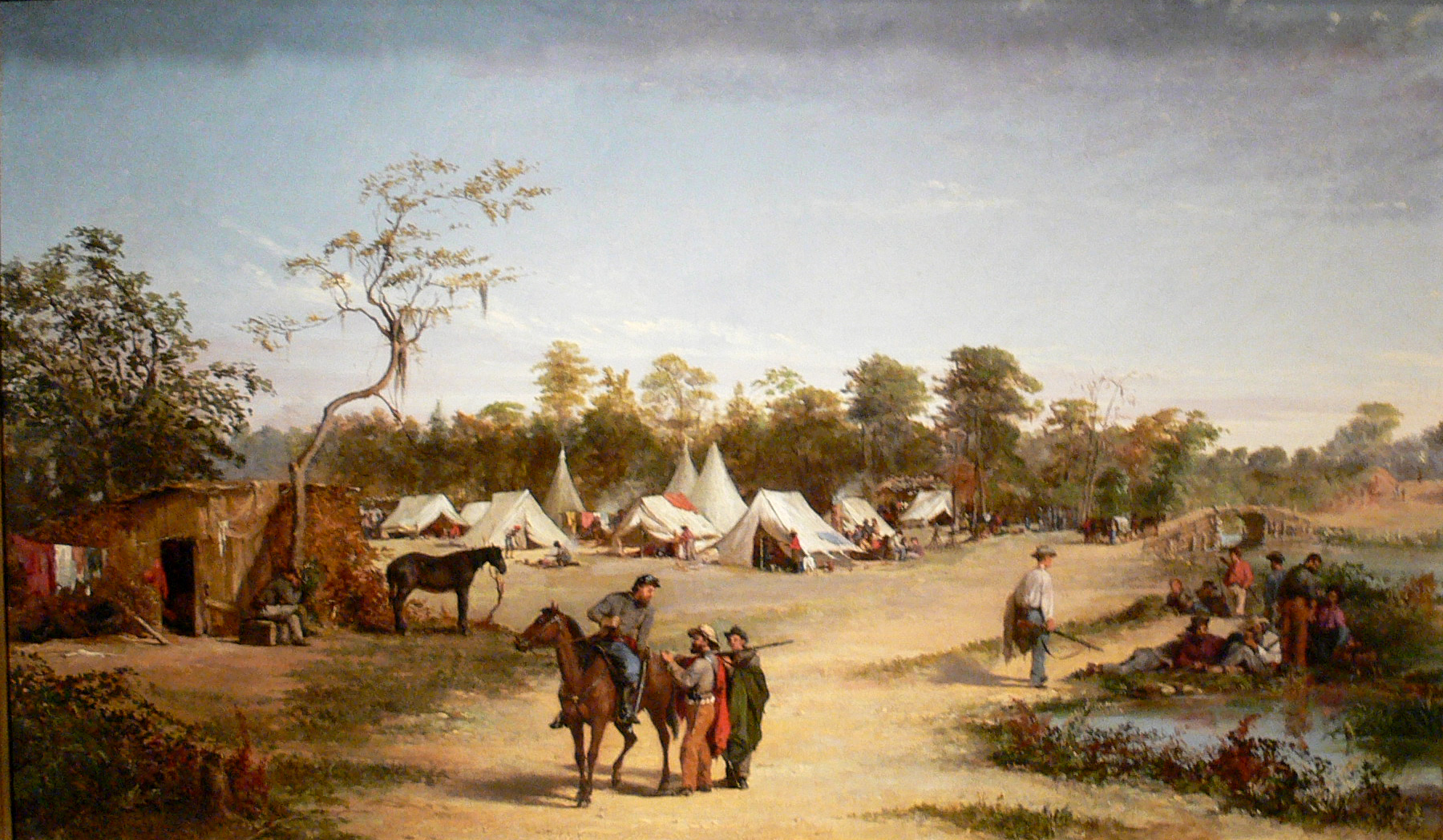
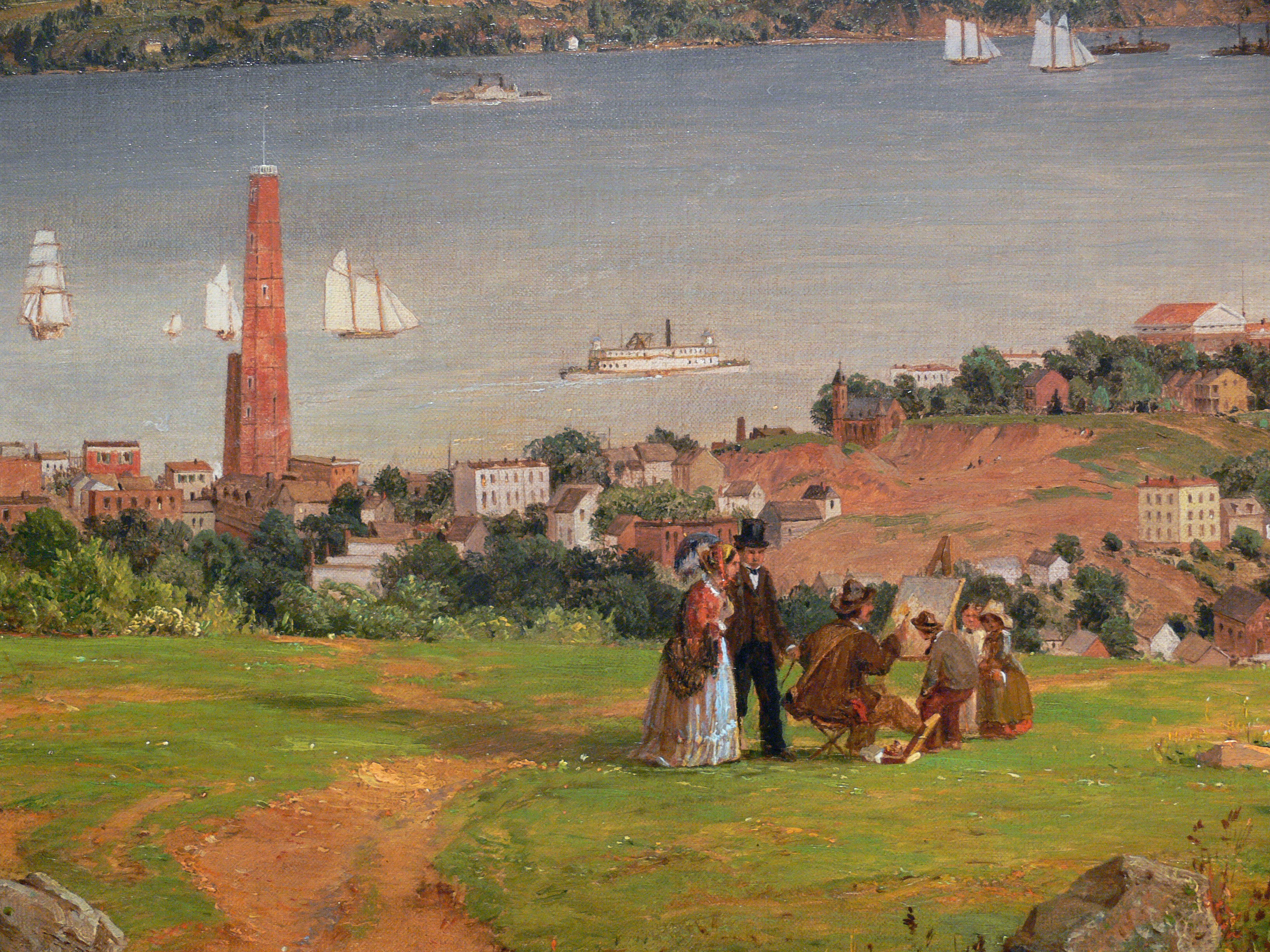